# میگ-۲۹

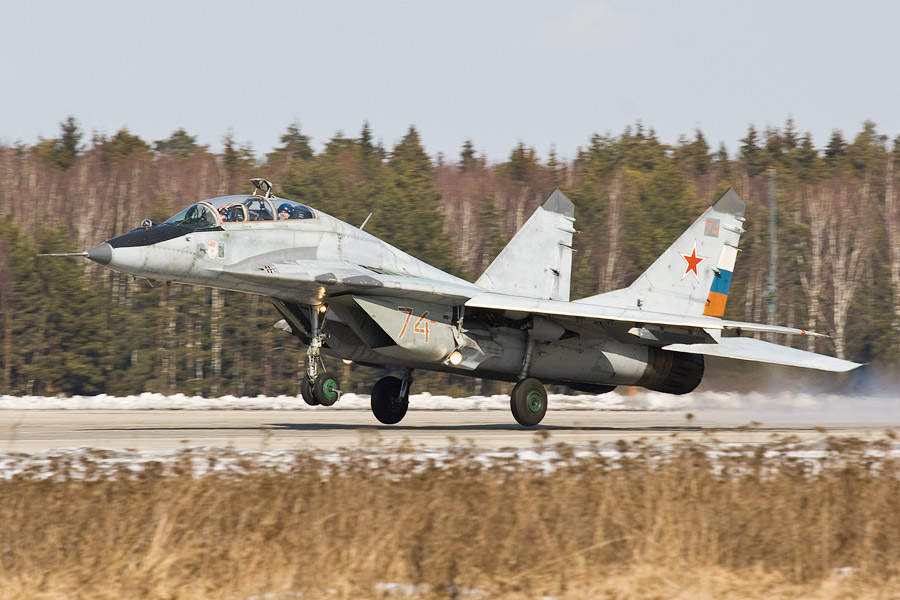
میگ-۲۹ یوبی (مدل دو سرنشینه آموزشی)

میکویان میگ-۲۹ (روسی: Микоян МиГ-29؛ سامانه نام‌گذاری در ناتو: فالکروم) جت جنگنده نسل چهارم دوموتوره و دوسکانهٔ فرامانورپذیر است که در دهه ۱۹۷۰ در شرکت میگ اتحاد جماهیر شوروی به‌عنوان یک جنگنده برتری هوایی طراحی شد. نخستین نمونه اولیه این هواپیما در سال ۱۹۷۷ به پرواز درآمد و از سال ۱۹۸۳ به ارتش شوروی پیوست. میگ-۲۹ از بهترین محصولات صادراتی برای شوروی در زمان خود و برای روسیه در حال حاضر است، این هواپیما همچنان توسط روسیه و بسیاری کشورهای دیگر استفاده می‌شود.
جت جنگنده دوموتوره و دو سکانه میگ-۲۹ شباهت زیادی به جنگنده بزرگ‌تر سوخو-۲۷ دارد که هم‌زمان با آن طراحی و تولید شد. این دو جنگنده به منظور رقابت با جنگنده‌های آمریکایی اف-۱۵ ایگل و اف-۱۶ فایتینگ فالکن ساخته شدند.
پس از فروپاشی اتحاد جماهیر شوروی، نیروهای نظامی چندین جمهوری سابق شوروی به استفاده از جنگنده میگ-۲۹ ادامه دادند که بزرگ‌ترین آن‌ها نیروی هوافضای روسیه است. نیروی هوافضای روسیه قصد داشت ناوگان موجود خود را به پیکربندی مدرن‌تر میگ-۲۹اس‌ام‌تی ارتقا دهد، اما مشکلات مالی تحویل این هواپیماها را محدود کرده است. میگ-۲۹ همچنین یک هواپیمای صادراتی محبوب بوده است؛ بیش از ۳۰ کشور این هواپیما را به کار برده‌اند یا در حال حاضر از آن استفاده می‌کنند. بر اساس برآورد فلایت گلوبال در سال ۲۰۲۴، حدود ۸۰۹ فروند میگ-۲۹ از انواع مختلف در خدمت نیروهای هوایی جهان هستند که آن را به پنجمین جنگنده فعال رایج تبدیل کرده است.

## تاریخچه
برنامهٔ ساخت هواپیمای میگ ۲۹ همانند سوخو-۲۷ به سال ۱۹۶۹ میلادی بازمی‌گردد. در آن زمان شوروی برنامه اف-ایکس (F-X) ایالات متحده را زیر نظر داشت که به ساخت هواپیمای اف-۱۵ منجر گردید. شوروی دریافت که هواپیماهای جدید ساخت آمریکا تا حد قابل‌توجهی دارای برتری نسبت به تمامی هواپیماهای شوروی هستند و از تکنولوژی پیشرفته‌تری نسبت به این کشور برخوردار هستند.
هواپیمای میگ-۲۱ با وجود چالاکی زیاد و قدرت مانور خوب خود، در شب قادر به انجام مأموریت نبود و برد عملیاتی به نسبت کوتاهی داشت و همچنین از عدم توانایی استفاده از جنگ‌افزارهای گوناگون در حد قابل ملاحظه‌ای رنج می‌برد. هواپیمای میگ-۲۳ که با هدف مقابله با هواپیمای اف-۴ فانتوم ۲ طراحی و ساخته شده بود با وجود سرعت و برد عملیاتی مناسب و داشتن فضای کافی برای حمل سوخت و جنگ‌افزارهای مختلف، از قدرت مانور کمی برخوردار بود و در نبردهای هوایی (داگ‌فایت) تا حد زیادی ناموفق نشان می‌داد چنین شد که شوروی به فکر ساخت یک هواپیما که ضمن داشتن چالاکی و قدرت مانور خوب دارای برد عملیاتی کافی و امکان استفاده از جنگ‌افزارهای گوناگون در حد خوبی را داشته باشد، افتاد. علاوه بر این موارد این هواپیما می‌بایست از سیستم‌های اویونیک پیشرفته برای رقابت با هواپیماهای ساخت آمریکا هم استفاده می‌کرد. در واکنش به این نیاز ستاد فرماندهی شوروی درخواست ساخت هواپیمای پیشرفته تاکتیکی را در طرح PFI (Perspektivnyi Frontovoi Istrebitel) که مخفف هواپیمای پیشرفته تاکتیکی به زبان روسی است را مطرح کرد. مشخصات خواسته شده برای این طرح، از سوی شوروی تا حد زیادی افراطی و بلندپروازانه بود هواپیمای مورد درخواست آنان باید برد عملیاتی زیاد، قابلیت خوب برای نبردهای نزدیک، چالاکی و مانور عالی، دارای حداقل سرعت ۲ ماخ، دارای قابلیت حمل تسلیحات سنگین، به همراه استفاده از آئرودینامیک پیشرفته که این مورد آخر توسط مؤسسه آئرودینامیک روسیه به همراهی شرکت سوخو در حال انجام مراحل تحقیقاتی بود.

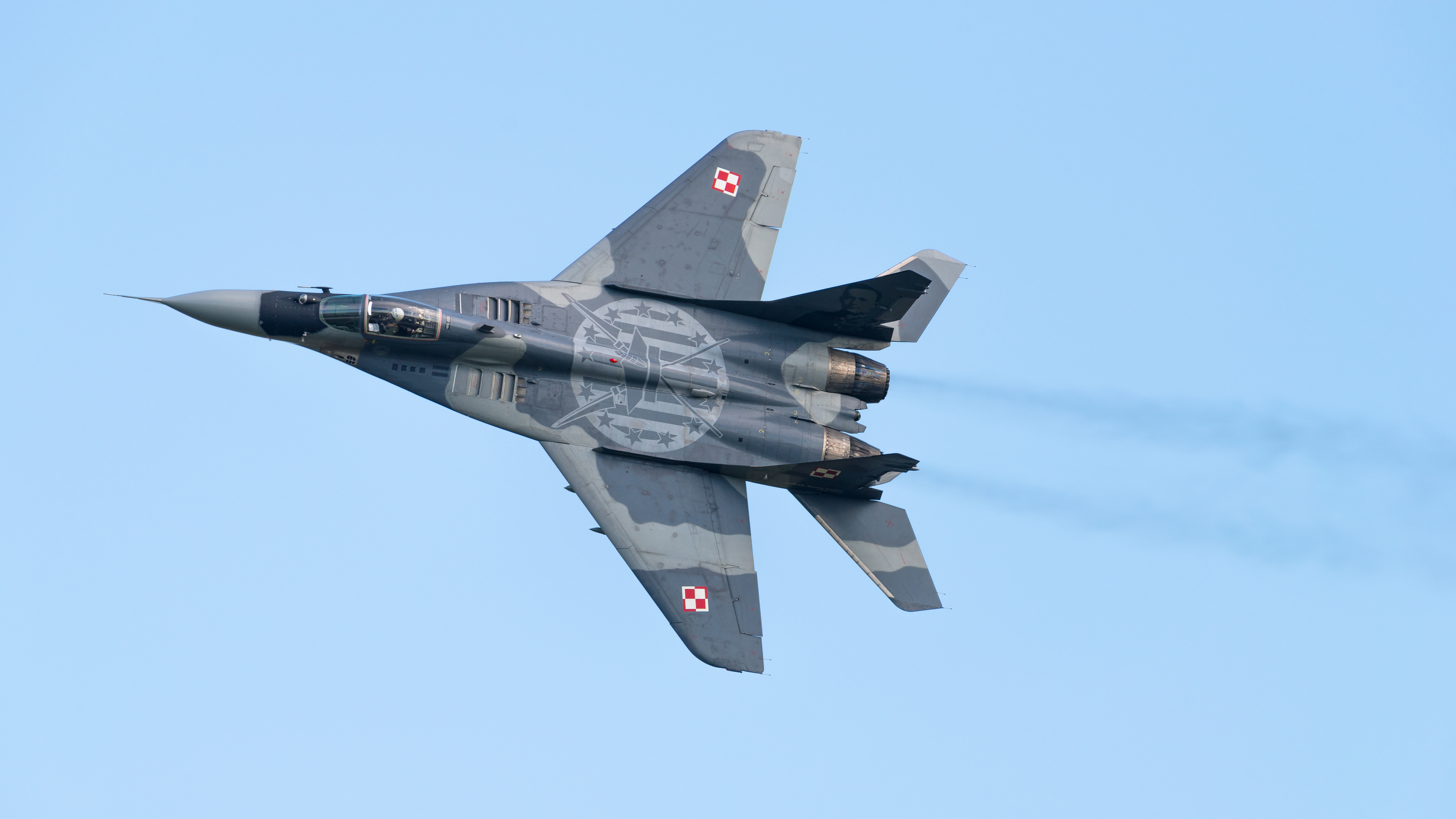
نگاره‌ای از یک فروند جنگندهٔ میگ-۲۹ از اسکادران کوچیوسکو نیروی هوایی لهستان.

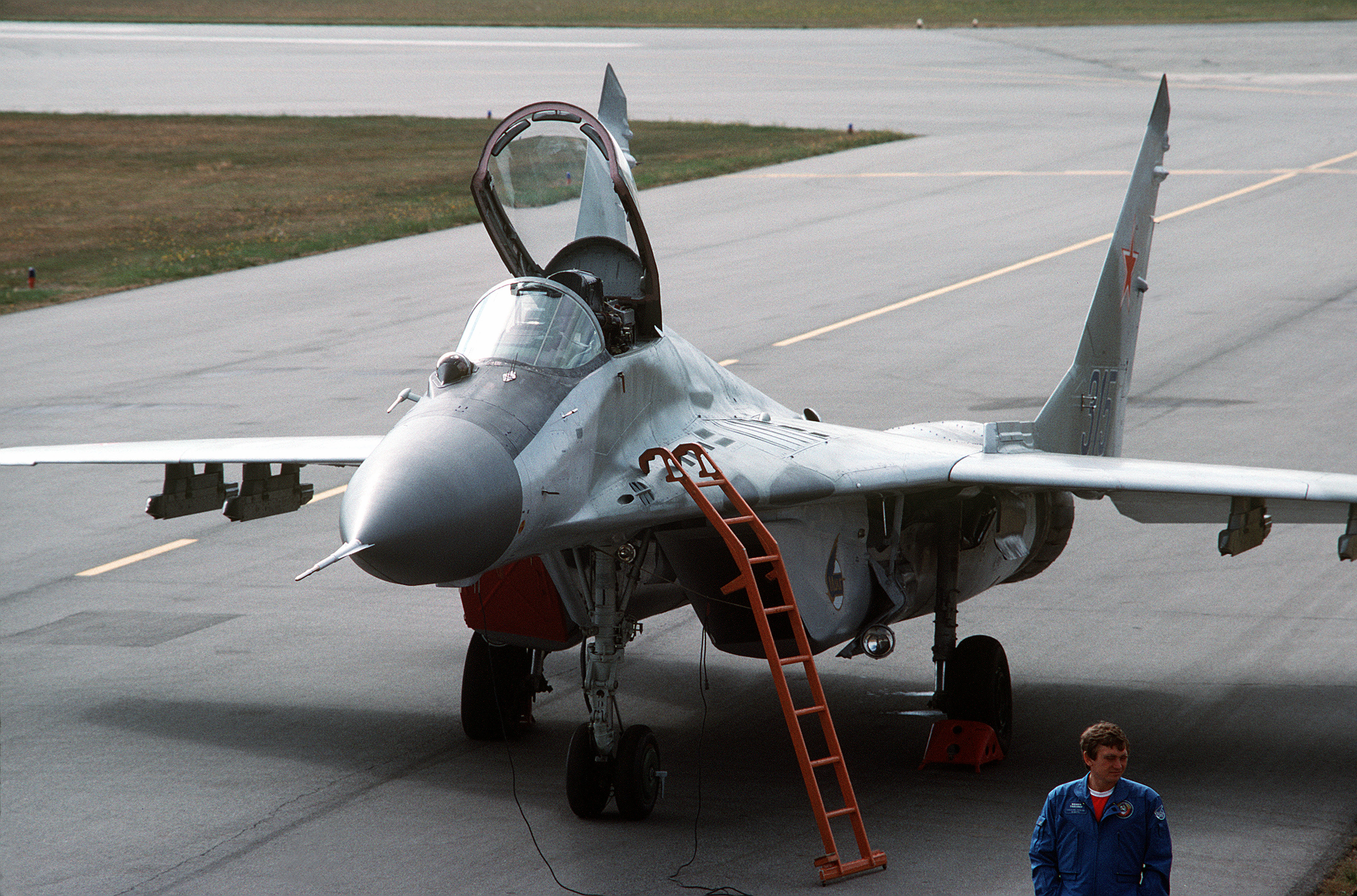
یک فروند جنگنده میگ-۲۹ درحال پارک در نمایشگاه هوایی واقع در نمایشگاه آبوتسفورد، سال ۱۹۸۹

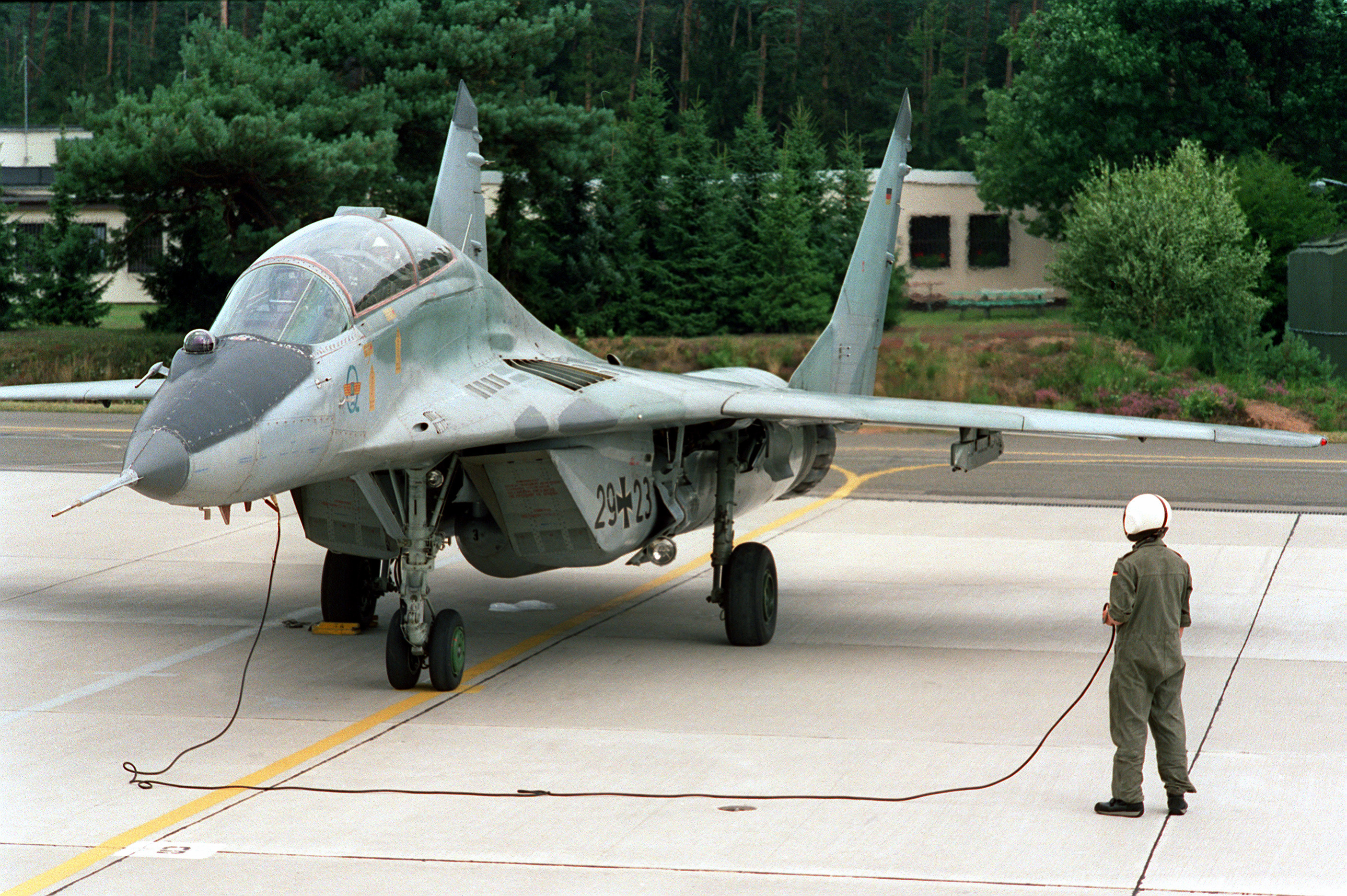
یک فروند جنگنده میگ-۲۹ نیروی هوایی آلمان

در سال ۱۹۷۱ شوروی تخمین زده بود طرح هواپیمای پی‌اف‌آی یا همان هواپیمای پیشرفته تاکتیکی می‌بایست پر هزینه باشد در نتیجه این طرح را به دو طرح مختلف تقسیم کردند؛ طرح ال‌پی‌اف‌آی که ساخت یک هواپیمای تاکتیکی پیشرفته سبک‌وزن و طرح تی‌پی‌اف‌آی که ساخت یک هواپیمای تاکتیکی سنگین‌وزن بود. طرح کلی پی‌اف‌آی هواپیمای پیشرفته تاکتیکی اولیه به دو طرح تخصصی تر تبدیل شد که در هر کدام به روی بعضی از مشخصات بیشتر از سایر مشخصات با توجه به هدف ساخت و نوع مأموریت تأکید شده بود. طرح هواپیمای تاکتیکی پیشرفته سبک‌وزن یا همان ال‌پی‌اف‌آی (LPFI) به شرکت میگ سپرده شد و سرانجام به ساخت هواپیمای میگ-۲۹ منجر شد و طرح هواپیمای پیشرفته تاکتیکی سنگین‌وزن یا همان تی‌پی‌اف‌آی (TPFI) برای مقابله با هواپیمای اف-۱۵ به شرکت سوخو سپرده شد که این طرح نیز با ساختن هواپیمای سوخو سو-۲۷ به پایان رسید. مشابه همین اتفاق در طرح آمریکا هم اتفاق افتاده بود و طرح جنگنده تاکتیکی پیشرفته آن‌ها هم به دو طرح مجزا تقسیم شد و جنگنده سنگین اف-۱۵ ایگل و دو جنگنده سبک اف-۱۶ فایتینگ فالکن و اف-۱۷ کبرا برای برآوردن نیازهای مشابه تولید شدند.
طراحی هواپیمای ال‌پی‌اف‌آی با مشخصات جدید در سال ۱۹۷۴ شروع گردید و به ساخت هواپیمای میگ-۲۹آ منجر گردید. اولین پرواز این هواپیما در ۶ اکتبر ۱۹۷۷ صورت گرفت. هواپیمای میگ-۲۹ تنها یک ماه بعد از اولین پرواز خود در نوامبر ۱۹۷۷ از سوی ماهواره‌های جاسوسی آمریکا مورد شناسایی قرار گرفت. این هواپیما هنگامی که در مرکز آزمایش پرواز ژوکوفسکی در نزدیکی شهرک رامنسکویه حضور داشت مورد شناسایی قرار گرفت و ایالات متحده هواپیمایی با مشخصات شبیه به هواپیمای اف-۱۷ مشاهده کرد.
میگ۲۹بی با تأخیری که به دلیل حادثه در دو نمونه اولیه میگ-۲۹ ای و ایراد در موتورها بود، در ژوئن سال۱۹۸۳ وارد خدمت شد، و ناتو هواپیمای میگ-۲۹ بی را فالکروم-ای نام‌گذاری کرد. به‌طور منطقی باید میگ-۲۹آ باید فالکروم-ای نامیده می‌شد، ولی به دلیل آنکه تا قبل از آن ناتو میگ-۲۹ ای را مشاهده نکرده بود، میگ۲۹-بی را نمونه ابتدایی میگ فرض کرد، و فالکروم ای نامگذاری کرد. هواپیمای میگ-۲۹ در مجموع به تعداد ۱۶۰۰ فروند تولید شد. اولین باری که میگ-۲۹ در غرب به نمایش عمومی درآمد در ژوئیه ۱۹۸۶ در فنلاند بود و بعد از آن در سپتامبر ۱۹۸۸ در نمایشگاه هوایی فارنبورو در بریتانیا به نمایش درآمد و غربی‌ها تحت تأثیر قدرت زیاد و چالاکی این هواپیما قرار گرفتند.
میگ-۲۹ در زمان شوروی مورد توجه قرار داشت، اما بعد از شوروی، با وجود مجهز شدن به سیستم‌های هوانوردی پیشرفته و چند منظوره بودن و قابلیت حمل مخازن سوخت خارجی و امکانات گسترده دیگر مورد توجه روسیه قرار نگرفت؛ که این به دلیل سیاست نامناسب مسئولان شرکت میگ نسبت به شرکت سوخو در شناخت خواست و تمایل مسئولان روسیه‌است. با این وجود مسئولان شرکت میگ با گسترش این هواپیما سعی در صادرات آن به خارج از کشور را دارند. البته به نقل از منابع غیررسمی دستیابی غرب به اطلاعات هواپیمای میگ-۲۹ از دلایل مهم این تصمیم از جانب مقامات روسیه است.
هواپیمای میگ-۲۹ در حال حاضر تحت پروژه‌های مختلف توسعه و بهینه‌سازی قرار دارد و آخرین نمونه‌های این هواپیما میگ-۲۹ اس‌ام‌تی و میگ-۲۹ ام۲ هستند. نمونه جدید ناونشین هواپیمای با نام میگ-۲۹کی برای استفاده در نیروی دریایی هند که به تازگی ناو هواپیمابر دریاسالار گورشکوف را از روسیه خریداری کرده در حال تولید است.

## سوابق عملیاتی

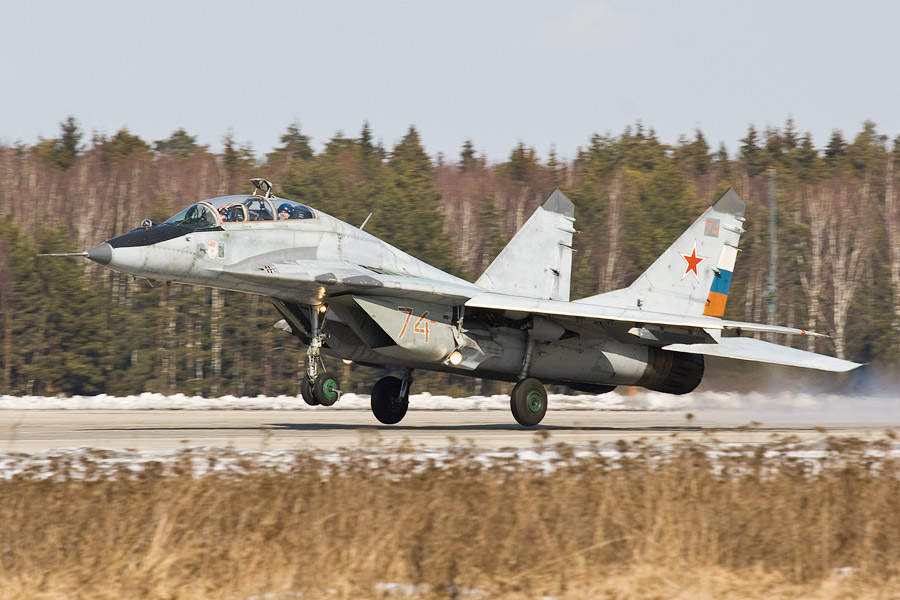
میگ-۲یو بی نیروی هوایی اوکراین

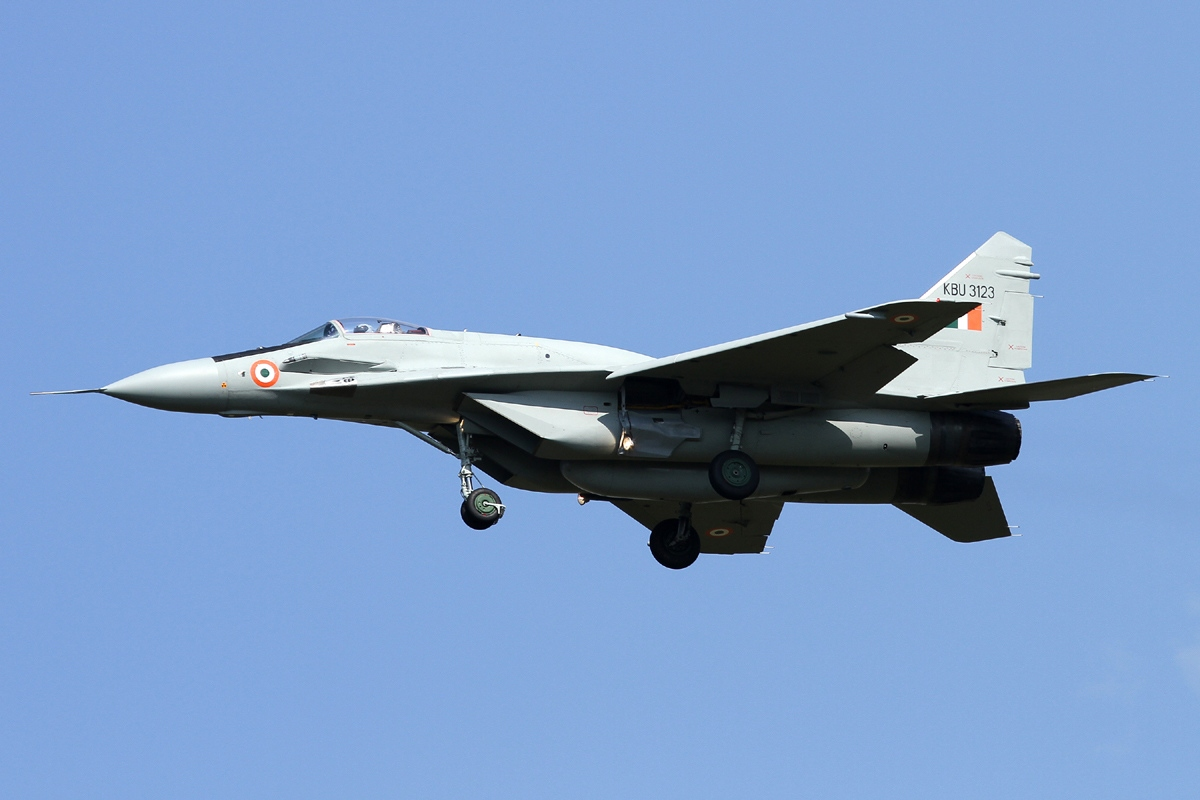
میگ۲۹یوپی‌جی نیروی هوایی هند

تاکنون بیش از ۱۶۰۰ فروند میگ-۲۹ تولید شده که حدود ۹۰۰ فروند آن به کشورهای عراق، ایران، سوریه، یمن، کره شمالی، هند، میانمار، بنگلادش، مالزی، مغولستان، کوبا، پرو، افغانستان، چکسلواکی، آلمان شرقی، یوگسلاوی، الجزایر، سودان، اریتره، صادر شده‌اند و بقیه نیز در ارتش شوروی و سپس در کشورهای پساشوروی استفاده شده‌اند. این جنگنده، جنگ‌های متعددی از جمله جنگ ایران و عراق، جنگ خلیج فارس و جنگ‌های یوگسلاو را تجربه کرده‌است. هرچند در شرایط مساوی میگ-۲۹ را می‌توان برابر با اف-۱۵ یا اف-۱۶ دانست اما در تمام درگیری‌هایی که تاکنون اتفاق افتاده میگ‌های ۲۹ عملکرد ضعیف‌تری داشته و شکست خورده‌اند. در فاصله‌های بیش از ۶۰ کیلومتری، جنگنده‌های آمریکایی به دلیل برتری‌های الکترونیکی، توانایی بیشتری دارند اما از فاصله کمتر از ۱۵ کیلومتری کفه ترازو به نفع میگ-۲۹ می‌چربد. در فاصله حدود ۸ کیلومتری می‌توان میگ-۲۹ را به‌دلیل دید بهتر سلاح‌ها و مانورپذیری بهتر، برتر دانست. سیستم دوربین نشانه‌گیری سلاح میگ-۲۹ بر روی کلاه خلبان نصب شده و موشک را در امتداد خط دید خلبان هدایت می‌کند یعنی موشک به جایی که خلبان به سوی آن نگاه می‌کند می‌رود.
میگ-۲۹ در سال ۱۹۸۶ برای اولین بار به صورت عمومی در فنلاند به نمایش درآمد. سپس دو فروند از این هواپیما در ۱۹۸۸ در نمایشگاه هوایی فارن‌بورو که در بریتانیا برگزار می‌شد به نمایش عمومی درآمدند. پس از این ماجرا در ۱۹۸۹ نمایشگاه هوایی پاریس برای دومین بار در طول تاریخ از سال ۱۹۳۰ تا آن زمان، جنگنده‌های شوروی را به نمایش درآورد. با دیدن این نمایش، غربی‌ها به شدت تحت تأثیر ظرفیت و قدرت مانورپذیری این جنگنده قرار گرفته بودند، ولی همچنین متوجه دود زیادی که از موتورهای کلیموف این جنگنده خارج می‌شد نیز بودند که این خود یک ضعف محسوب می‌شد.
میگ-۲۹های نیروی هوایی آلمان در تمرین دی‌ای‌سی‌تی به همراه اسکادران ۵۱۰ نیروی هوایی آمریکا شرکت کردند که از جنگنده اف-۱۶ استفاده می‌کردند. در پایان کار، خلبانان میگ-۲۹ اعلام کردند که اف-۱۶ از میگ-۲۹، به‌علت موتورهای قدرتمندتر و بهره‌گیری از موشک اسپارو و همچنین میدان دید بهتر برای خلبان برتر است. این جنگنده در حال انجام عملیات، نخستین بار در اواخر جنگ ایران و عراق دیده شد. همچنین در طول اشغال افغانستان توسط شوروی یک فروند میگ-۲۹ شوروی توانست یک سوخو-۲۰ افغان را منهدم کند.
یک میگ-۲۹ متعلق به کوبا در سال ۱۹۹۶ دو فروند هواپیمای سسنا-۳۳۷ غیرمسلح را پس از آن‌که این دو هواپیما به شکل غیرقانونی به حریم کوبا وارد شده بودند، منهدم کرد. گزارش‌ها حاکی از آن است که در سال ۱۹۹۹ و ۲۰۰۰ یک فروند سوخو-۲۷ متعلق به نیروهای مسلح روسیه ۵ فروند میگ-۲۹ اریتره‌ای را که توسط خلبانان اوکراینی پرواز می‌کردند منهدم کرد.

### یوگسلاوی

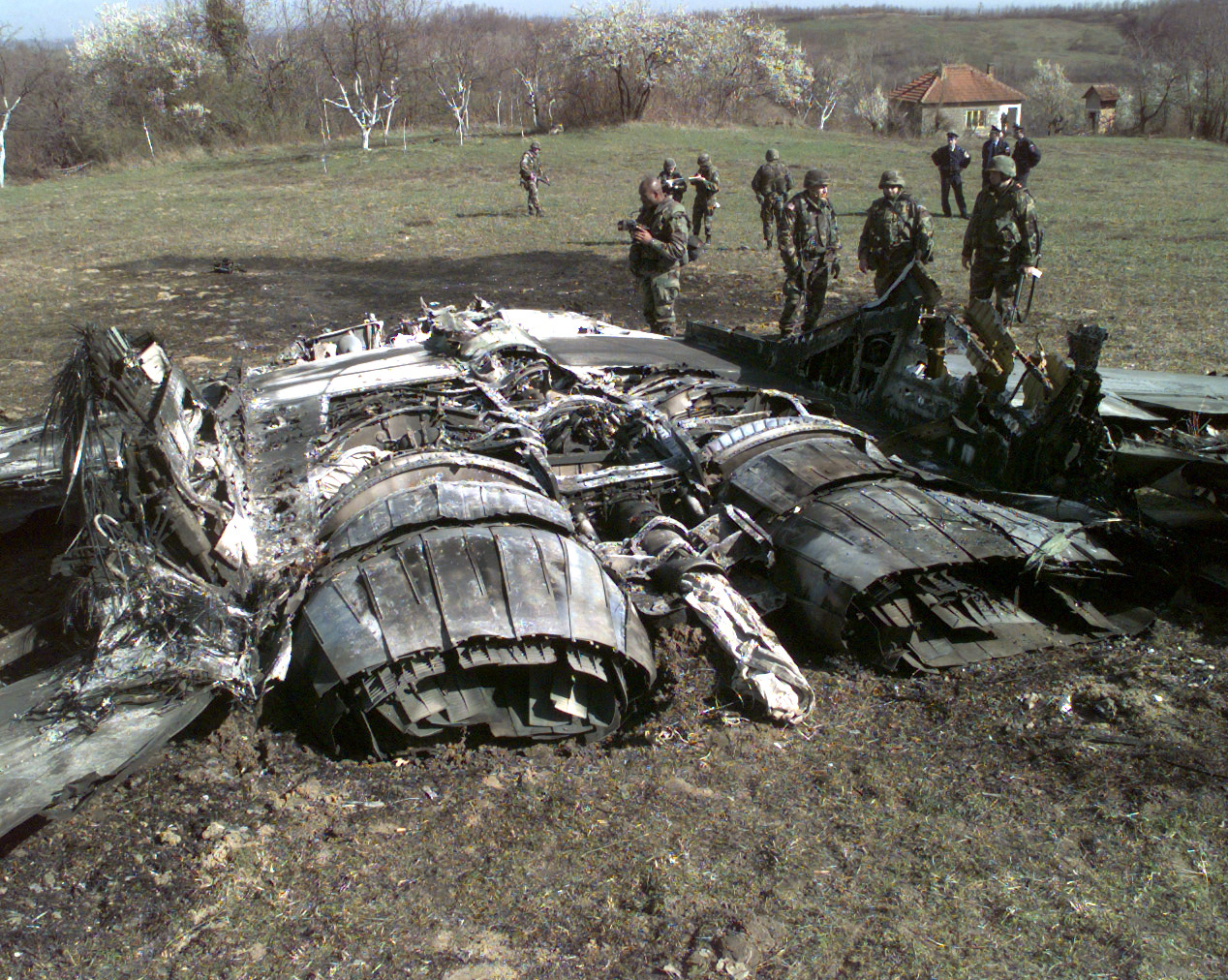
میگ-۲۹ یوگسلاوی سابق که در حملهٔ ناتو در سال ۱۹۹۹ نابود شد.

یوگسلاوی اولین خریدار اروپایی این هواپیما بود که ۱۴ فروند از مدل بی و دو فروند مدل تمرینی یوبی را در سال ۱۹۸۷ دریافت کرد. میگ‌های ۲۹ در جریان فروپاشی یوگسلاوی مورد استفاده کمی قرار گرفتند و بیشتر برای حملات زمینی استفاده می‌شدند. یک میگ-۲۹ یوگسلاو چندین فروند هواپیمای آنتونوف ای‌ان-۲ کرواسی را بر روی زمین منهدم کرد و در جریان این درگیری‌ها هیچ خسارتی به میگ‌های ۲۹ وارد نشد.
در جنگ کوزوو در مجموع ۶ میگ-۲۹ یوگسلاوی سرنگون شدند که سه فروند آن‌ها توسط اف-۱۵ها و یکی توسط اف-۱۶ نیروی هوایی آمریکا و یکی هم اف-۱۶ نیروی هوایی هلند سرنگون شد و دیگری به گفته خلبان آن مورد اصابت آتش پدافند زمینی خودی قرار گرفت. چهار فروند دیگر هم روی زمین از میان رفتند. به گفته برخی منابع روسی یک میگ-۲۹ یوگسلاوی یک فروند اف-۱۶ را در مارس ۱۹۹۹ سرنگون کرد در حالی‌که بنا به گزارش دیگری این اف-۱۶ در همان روز در داخل آمریکا دچار سانحه هوایی شده‌است. در بیشتر منابع تاریخی سرنگونی هواپیمای پنهان‌کار اف-۱۱۷ آمریکا در جنگ کوزوو به پدافند موشکی سطح‌به هوای یوگسلاوی به فرماندهی زلتان دانی نسبت داده شده اما در منابع روسی ادعا شده که یک اف-۱۱۷ با شلیک میگ-۲۹ سرنگون شد. در سال ۲۰۰۷ پنج فروند باقی‌مانده میگ-۲۹ به روسیه برای تعمیرات فرستاده شدند و از سال ۲۰۰۸ دوباره به خدمت ارتش صربستان بازگشتند.

#### عراق
عراق در اواسط جنگ با ایران در دهه ۱۹۸۰ میگ-۲۹ را برای مقابله با جنگنده‌های اف-۱۴، اف-۴ و اف-۵ ایران از شوروی خریداری کرد.
در تاریخ ۵ مرداد ۱۳۶۷ و در روزهای پایانی جنگ ایران و عراق، یک فروند میگ-۲۹ عراقی که به جهت حمایت هوایی از نیروهای مجاهدین خلق در عملیات فروغ جاویدان وارد حریم هوایی ایران شده بود، توسط یک فروند اف-۱۴ تامکت ایرانی به خلبانی اسدالله عادلی بر فراز شاهین شهر استان اصفهان به وسیله موشک ام‌آی‌ام-۲۳ هاوک هدف قرار گرفت و منهدم شد. این تنها مورد درگیری بین اف-۱۴ تامکت و میگ-۲۹ حین جنگ ایران و عراق است.
این هواپیماها همچنین توسط خلبانان عراقی در جنگ خلیج فارس مورد استفاده قرار می‌گرفت که طی این درگیری، ۵ فروند میگ-۲۹ به وسیله اف-۱۵ منهدم شدند. در برخی منابع روسی گزارش شده که یک میگ-۲۹ عراقی یک فروند جنگنده پاناویا تورنادو انگلیسی را سرنگون کرده اما منابع انگلیسی گفته‌اند که این تورنادو دچار سانحه هوایی شده‌است. موارد دیگری از موفقیت‌های هوابه‌هوای این جنگنده در عراق در منابع روسی گزارش شده‌است؛ مثلاً شلیک به یک بمب‌افکن بی-۵۲ که به گفته منابع آمریکایی به اشتباه مورد اصابت موشک هارم جنگنده خودی قرار گرفته بود. تمرینات نامناسب خلبانان، دفاع‌های ضدهوایی پشتیبان هواپیماهای آمریکایی، و کمبود لوازم یدکی از جمله عوامل عدم موفقیت آن بودند. از ۳۷ میگ-۲۹ عراقی در پایان جنگ خلیج فارس فقط ۱۲ فروند باقی‌مانده بود که یکی هم آسیب دیده بود و چهار فروند دیگر به ایران گریختند. پس از تهاجم به عراق در سال ۲۰۰۳ و انحلال ارتش عراق، جنگنده‌های باقی‌مانده روسی و چینی از خدمت خارج شده و دولت جدید برای جایگزینی آن‌ها جنگنده اف-۱۶ را خریداری کرده البته گزارش‌هایی هم در مورد احتمال خرید میگ-۲۹ از روسیه منتشر شده‌است.

#### هند
هند ۱۲ فروند مدل ام را سفارش داد و پس از آزمایش‌ها، از کیفیت موتور، بدنه و سامانهٔ هدایت پرواز برقی آن ناراضی بود. در نهایت تصمیم به خرید داسو رافال و سوپر هورنت نمود؛ ولی جنگنده‌های میگ-۲۹ خود را به نیروی دریایی سپرد.

## نسخه‌ها
MiG-29 Fulcrum-A

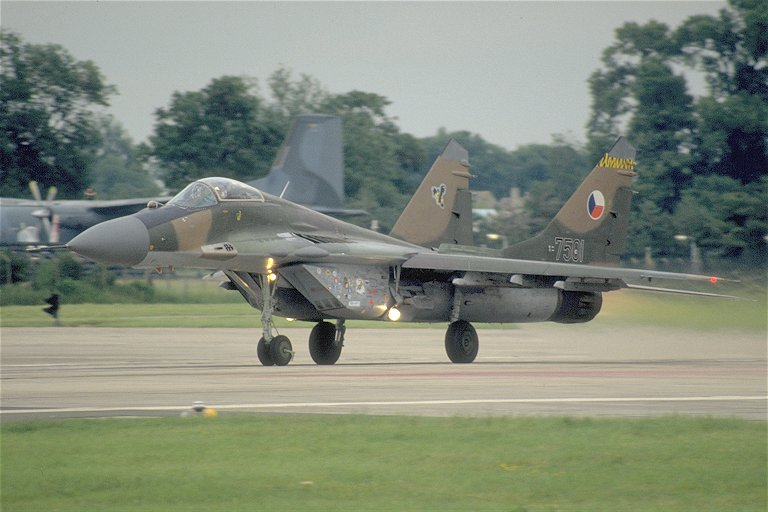
یک فروند جنگنده میگ-۲۹ نیروی هوایی چکسلاواکی

اولین نمونه ساخته شده از این هواپیما که در سال ۱۹۸۲ وارد خدمت شد.
MiG-29B-12 Fulcrum-A
نمونه اصلاح شده صادراتی برای ملت‌های عضو پیمان ورشو که فاقد امکانات لازم برای حمل جنگ‌افزار هسته‌ای است و دارای رادار اصلاح شده برای افزایش قابلیت‌های آن، سیستم پادکار الکترونیکی (ECM) برای مقابله با جنگ الکترونیک و سیستم (IFF) برای شناسایی دوست یا دشمن (Identification Friend or Foe) است.
MiG-29UB-12 Fulcrum-B
نمونه آموزشی دو سرنشینه که فاقد رادار و توپ مسلسل است.
MiG-29S
این نمونه تا حد بسیار زیادی مشابه به نمونهMiG-29B-12 "Fulcrum-A است با تفاوت‌هایی که شامل تقویت سیستم کنترل پرواز و اضافه کردن چهار کامپیوتر جدید که باعث تقویت ثبات پروازی و کنترل‌پذیری بهتر می‌شود. امکان شلیک در حال سوخت‌گیری و همچنین تقویت توپ مسلسل به این مدل اضافه شده‌است.میگ-۲۹های نیروی هوایی ارتش جمهوری اسلامی ایران عمدتاً از این نوع هستند.
MiG-29S-13 Fulcrum-C
مشابه مدل قبلی با این تفاوت که دماغه هواپیما تا حدی بزرگتر است و ظرفیت سوخت‌گیری بالاتری دارد.
MiG-29SM "Fulcrum-C
مشابه مدل قبلی با توانایی حمل موشک‌های هوابه‌سطح و بمب‌های هدایت تلویزیونی و هدایت لیزری.
MiG-29K "Fulcrum-D
نمونه ساخته شده برای نیروی دریایی که به تجهیزاتی از قبیل بال‌های تا شونده و دنده‌های آرستور است که در اصل برای استفاده در ناو هواپیمابر آدمیرال کوزنتسوف طراحی شده بود ولی طرح این هواپیما بر اثر مشکلات مالی لغو شد.
MiG-29M / MiG-33 "Fulcrum
هواپیمای پیشرفته چندمنظوره با تغییرات اساسی در چارچوب بدنه و مکانیک پرواز که از موتور پرقدرت آردی-۳۳ استفاده می‌کند.
MiG-29SMT
این نمونه در حقیقت بهینه‌سازی میگ۲۹ اس است که در آن قطعات قدیمی هواپیما با قطعات نرم‌افزاری پیشرفته‌تر میگ۲۹ام یا همان میگ-۳۳ جایگزین شده‌اند. با افزودن به حجم مخازن داخلی این هواپیما بدون استفاده از مخازن خارجی تا برد ۲۱۰۰ کیلومتر قادر به انجام مأموریت است. کابین این هواپیما دارای دو نمایشگر بزرگ مسطح کریستال مایع تمام رنگی و دو نمایشگر مسطح تک‌رنگ کوچک بهینه‌سازی شده و رادار بهینه‌سازی شده N019MP است که به برد و قابلیتهای هوا به زمین آن می‌افزاید. این نمونه همچنین از موتور توربوفن آردی-۴۳ کلیموف استفاده می‌کند. میزان حمل مهمات در این مدل۴۵۰۰ کیلوگرم است که نسبت به مدل قبلی۵۰۰ کیلو افزایش داشته‌است. روسیه، هند و یمن از این مدل استفاده می‌کنند.

## کاربران

### کاربران فعلی

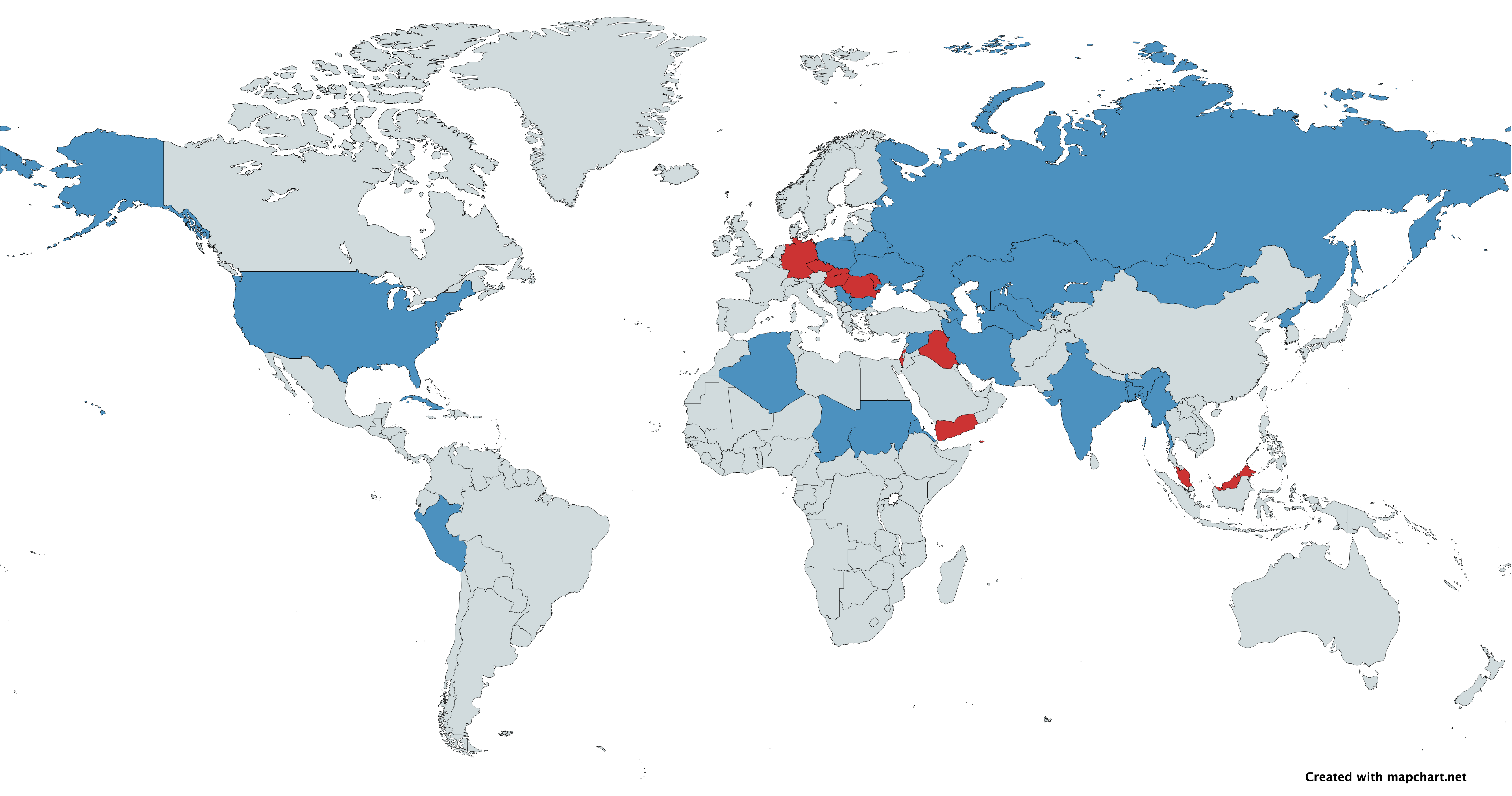
کاربران میگ-۲۹
فعلی
سابق

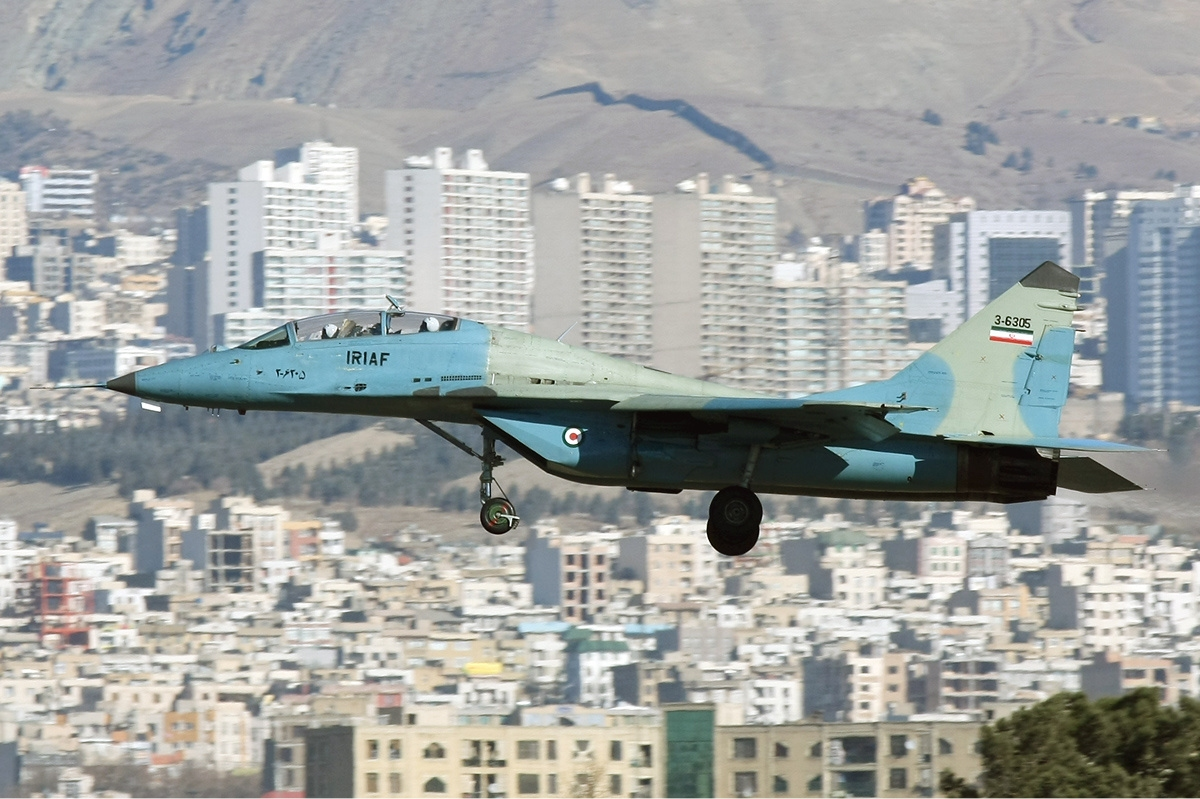
جنگنده میگ-۲۹ یوبی نیروی هوایی ارتش ایران

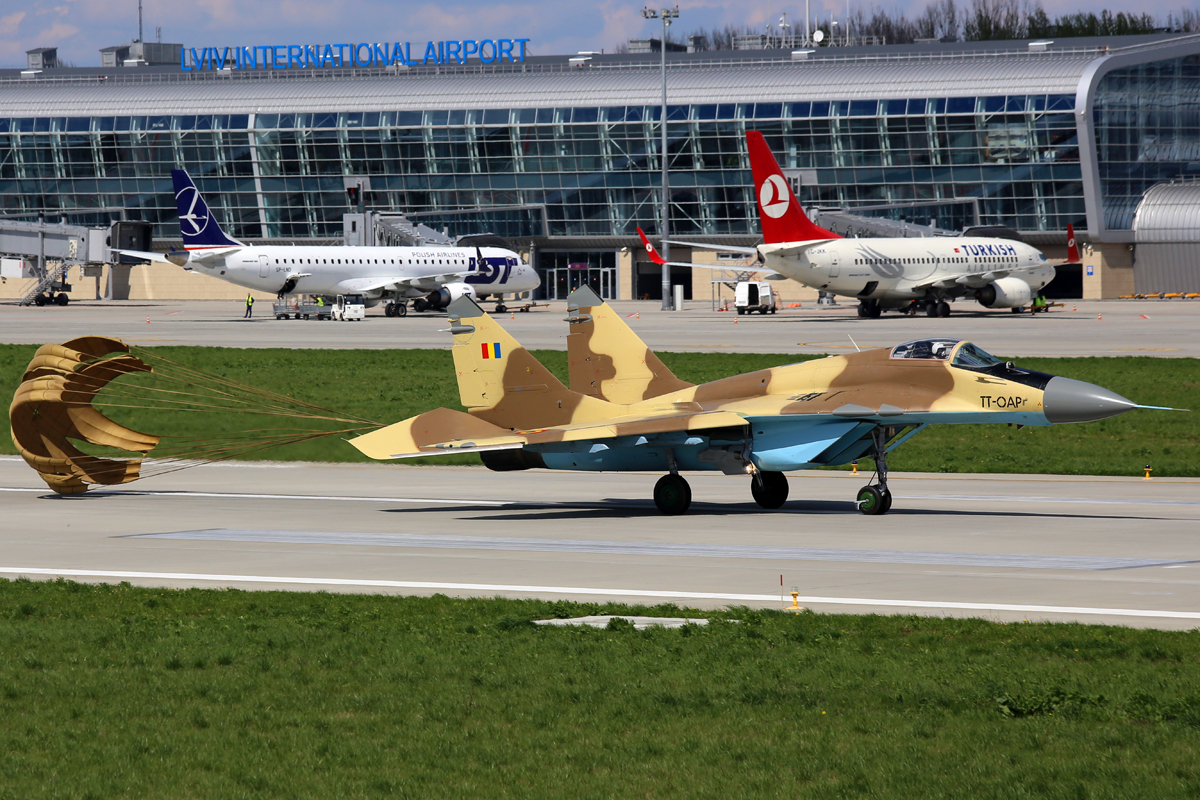
میگ-۲۹ نیروی هوایی چاد در فرودگاه لووف اوکراین

- الجزایر: ۳۲ فروند میگ۲۹-ام در ناوگان دارد.[۱۱]
- جمهوری آذربایجان ۱۳ فروند تا سال ۲۰۱۴[۱۲]
- بنگلادش: ۱۶ فروند فعال
- بلاروس: ۴۱ فروند در سال ۲۰۱۴[۱۲]
- بلغارستان ۱۶ فروند در خدمت[۱۳] همگی تا سال ۲۰۲۴ بازنشسته خواهند شد.[۱۴]
- کوبا ۴ فروند در خدمت تا سال ۲۰۱۹
- چاد ۳ فروند دست دوم از اوکراین خرید.[۱۵]
- اریتره: ۷ فروند در خدمت تا سال ۲۰۱۹
- هند:
  - نیروی هوایی: ۶۷ فروند (سال ۲۰۱۴) که قرار است تمام آن‌ها به استاندارد یوپی‌جی ارتقا پیدا کنند. ۲۱ فروند دیگر نیز سفارش داده شده[۱۶]
  - نیروی دریایی: ۴۴ فروند میگ-۲۹کی (مدل ناونشین) در سال ۲۰۲۱
- جنگنده میگ-۲۹ که در نمایشگاه نوروز ۱۴۰۲ پایگاه چهارم شکاری دزفول به نمایش گذاشته شده است. ایران: ۴۳ فروند تا سال ۲۰۲۳ میلادی.[۱۷].[۱۸]
- قزاقستان: ۱۴ فروند تا سال ۲۰۱۶

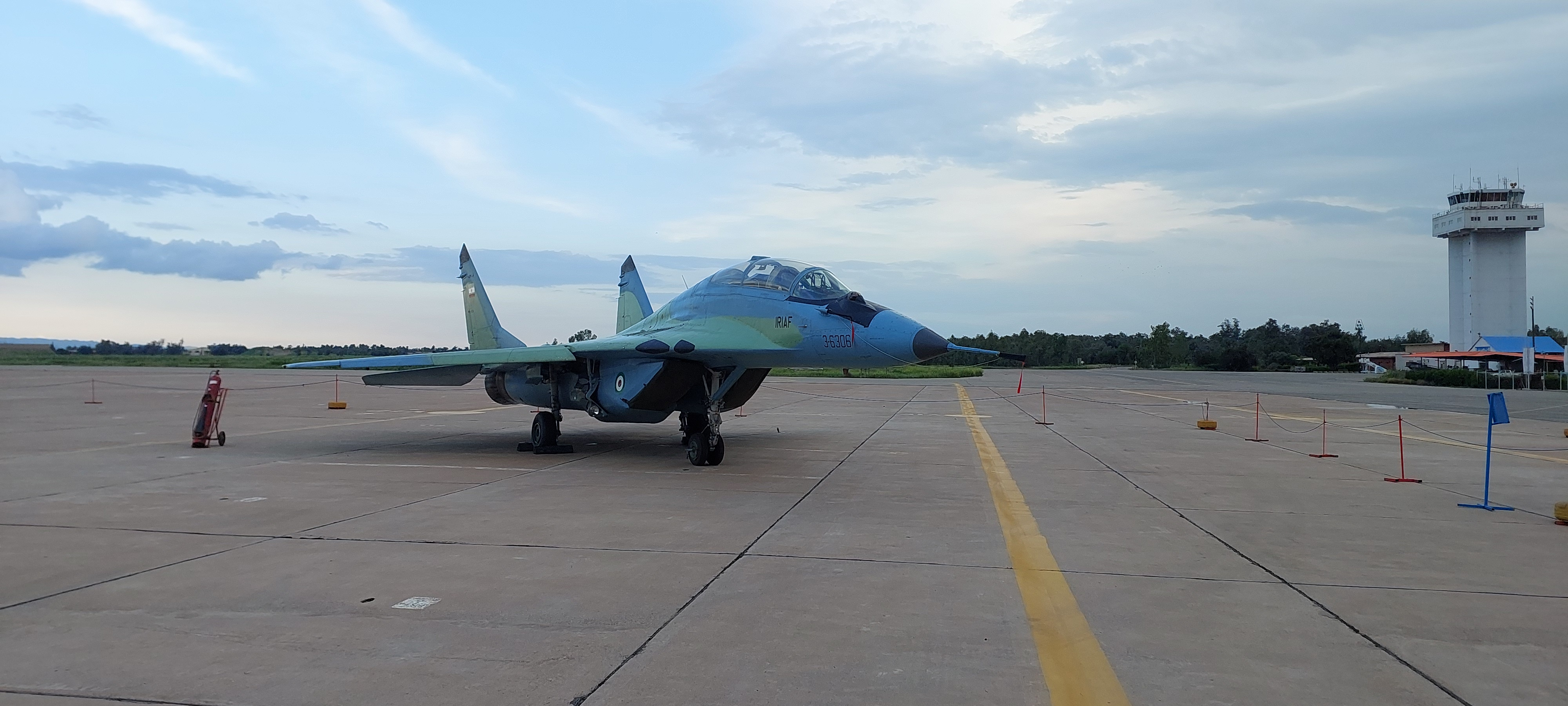
جنگنده میگ-۲۹ که در نمایشگاه نوروز ۱۴۰۲ پایگاه چهارم شکاری دزفول به نمایش گذاشته شده است.

- مالزی:۱۶ فروند که به زودی بازنشسته می‌شود. این هواپیماها در انبار به‌عنوان ذخیره برای روز مبادا نگهداشته می‌شوند.[۱۹]
- میانمار: درمجموع ۳۵ فروند در ناوگان دارد.[۲۰]
- کره شمالی: ۴۰ فروند در خدمت.
- پرو ۱۹ فروند.
- لهستان: ۳۰ فروند در خدمت تا سال ۲۰۱۶. همگی بزودی بازنشسته و با اف-۳۵ لایتنینگ جایگزین خواهند شد.[۲۱]
- روسیه: ۲۵۶ فروند شامل ۳۰ فروند از مدل اس‌ام‌تی.[۲۲]
- صربستان تا سال ۲۰۱۹ شمار ۱۴ فروند در اختیار دارد که ۶ فروند از این تعداد در سال ۲۰۱۷ بعنوان هدیه بدون پرداخت پول به روسیه دریافت شده‌است.[۲۳]
- مغولستان: ۵ فروند در سال ۲۰۱۱ سفارش داده شد
- سری‌لانکا
- اسلواکی: ۱۰ فروند تا سال ۲۰۱۷[۲۴]
- سودان: ۱۲ فروند (۸ فروند هواپیمای بازنشستهٔ عربستان سعودی را خریداری کرده‌است.
- سوریه: ۲۰ فروند در خدمت (۱ فروند در اسفند ۹۸ به علت نقص فنی سقوط کرد)
- ترکمنستان: ۲۴ فروند در خدمت
- اوکراین: ۳۷ فروند عملیاتی تا سال ۲۰۱۹[۲۵]
- ایالات متحده آمریکا ۲۱ فروند میگ-۲۹ در سال ۲۰۰۷ از مولداوی خریداری شد تا از فروش احتمالی آن به ایران جلوگیری شود. این میگ‌ها به منظور تحقیقات در اختیار مرکز ملی اطلاعات هوایی آمریکا گذاشته شدند.
- ازبکستان ۶۰ میگ-۲۹ در سال ۲۰۱۴ در خدمت است.[۱۲]

### کاربران سابق
- آلمان شرقی
- آلمان
- اسرائیل: از لهستان برای تمرین و آشنایی آموزشی اجاره کرده بود.[۲۶][۲۷]
- جمهوری چک
- چکسلواکی
- عراق
- مولداوی
- رومانی
- اتحاد جماهیر شوروی
- مجارستان: در سال ۲۰۱۰ از خدمت خارج شد.
- مالزی:۱۶ فروند که در ۲۰۱۷ بازنشسته شدند.[۲۸][۲۹][۳۰]
- جمهوری فدرال سوسیالیستی یوگسلاوی
- یمن: در روز اول جنگ با عربستان سعودی تمامی میگ-۲۹های یمن توسط بمباران جنگنده‌های سعودی روی زمین نابود شدند.

## مشخصات فنی
منبع اطلاعات MiG specifications
مشخصات عمومی
- خدمه: یک
- طول: ۱۷/۳۷ متر (۵۷ فوت)
- پهنای بال: ۱۱/۴ متر (۳۷ فوت و ۳ اینچ)
- ارتفاع: ۴/۷۳ متر (۱۵ فوت و ۶ اینچ)
- بال: مساحت ۳۸ متر مربع (۴۰۹ فوت مربع)
- وزن خالی: ۱۱٫۰۰۰کیلوگرم (۱۱تن) (۲۴٬۲۵۰ پاوند)
- وزن بارگیری: ۱۶٬۸۰۰ کیلوگرم (۱۶٫۸تن) (۳۷٬۰۰۰ پاوند)
- بیشینه وزن برخاست: ۲۱۰۰۰ کیلوگرم (۲۱تن) (۴۶٬۳۰۰ پاوند)
- پیشرانه: ۲× موتور توربوفن دارای پس‌سوز کلیموف آردی-۳۳ , ۸٬۳۰۰ kgf (۵۰ کیلونیوتن خشک و ۸۱ کیلونیوتون با پس‌سوز) هرکدام

 عملکرد 
- سرعت بیشینه: عدد ماخ ۲/۲۵ (۲٬۴۰۰ کیلومتر بر ساعت، ۱٬۴۹۰ مایل بر ساعت) در ارتفاع کم: ۱۵۰۰ کیلومتر بر ساعت، ۹۳۰ مایل بر ساعت
- برد: ۷۰۰ کیلومتر (۴۳۰ مایل)
- برد ترابری: ۲۱۰۰ کیلومتر (۱۸۰۰ مایل) با یک مخزن سوخت بیرونی
- سقف پروازی: ۱۸٬۰۱۳ متر (۵۹٬۱۰۰ فوت)
- نرخ اوج‌گیری: در فاز ابتدایی ۳۳۰ متر/ثانیه و به‌طور میانگین ۱۰۹ متر/ثانیه در ۰ تا ۶٬۰۰۰ متر[۳۲] (۶۵٬۰۰۰ فوت بر دقیقه)
- بارگیری بال: ۴۴۲ کیلوگرم بر متر مربع (۹۰٫۵ پاوند بر فوت مربع)
- نسبت نیرو به وزن: ۱٫۱۳

جنگ‌افزار

- یک توپ۳۰ میلی‌متری GSh-۳۰–۱ با یکصد گلوله
- تا ۳٬۵۰۰ کیلو مهمات شامل ترکیبی از موشکهای هوا به هوای نیمه هدایت شونده راداری (SARH) and AA-8 "Aphid", AA-10 "Alamo", AA-11 "Archer", AA-12 "Adder", FAB 500-M62, FAB-1000, TN-100, ECM Pods, S-24, AS-12, AS-14.

تجهیزات پروازی

- OEPS-29 جستجو و ردیابی فروسرخ[۳۳]
- فازوترون Zhuk-ME رادار
- SPO-15 'Beryoza' RWR[۳۴]

## نگارخانه

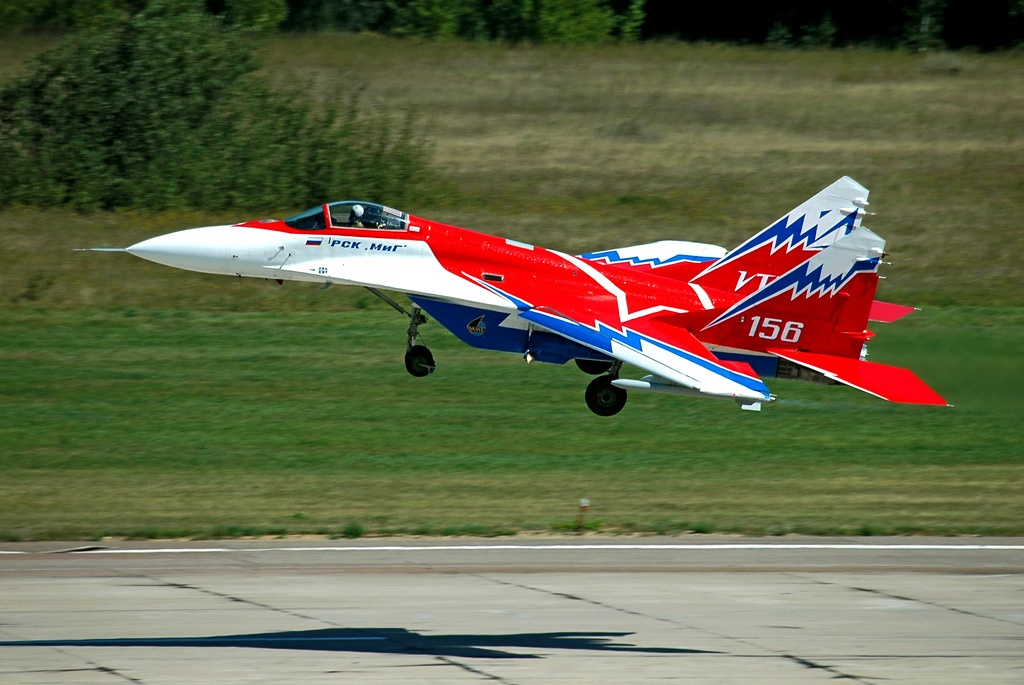
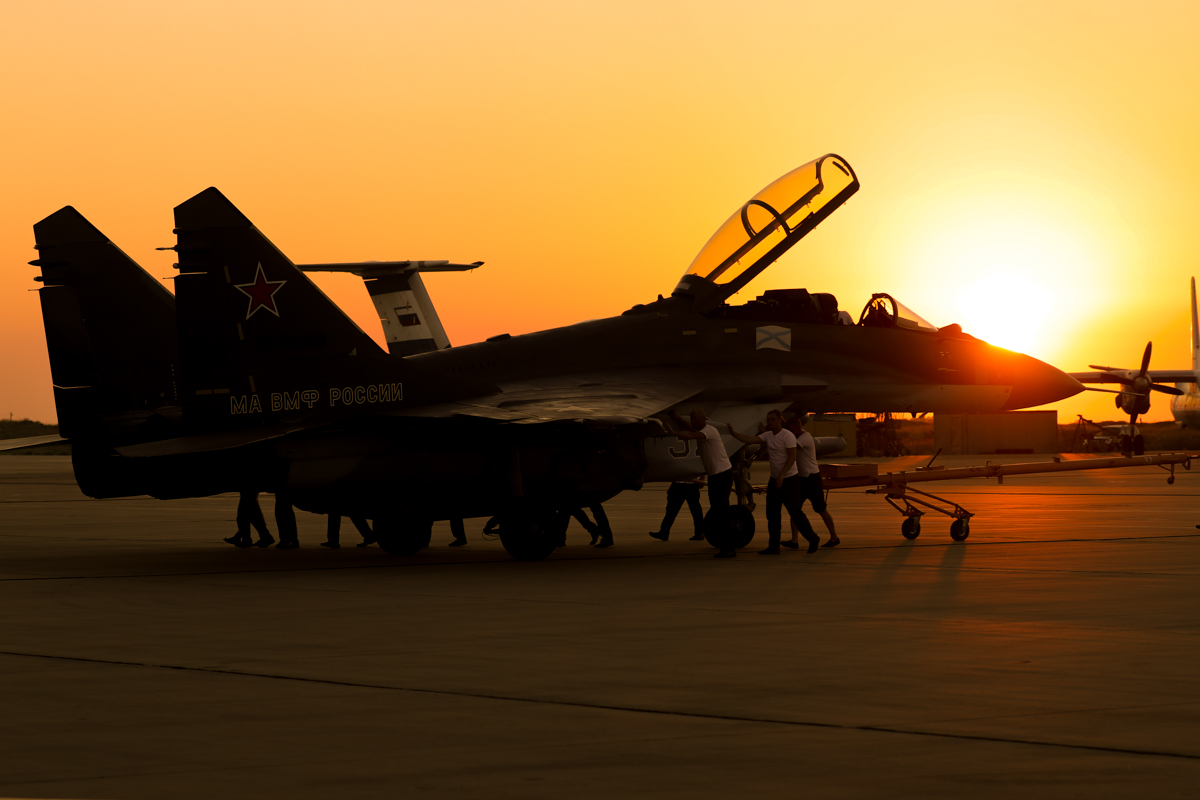
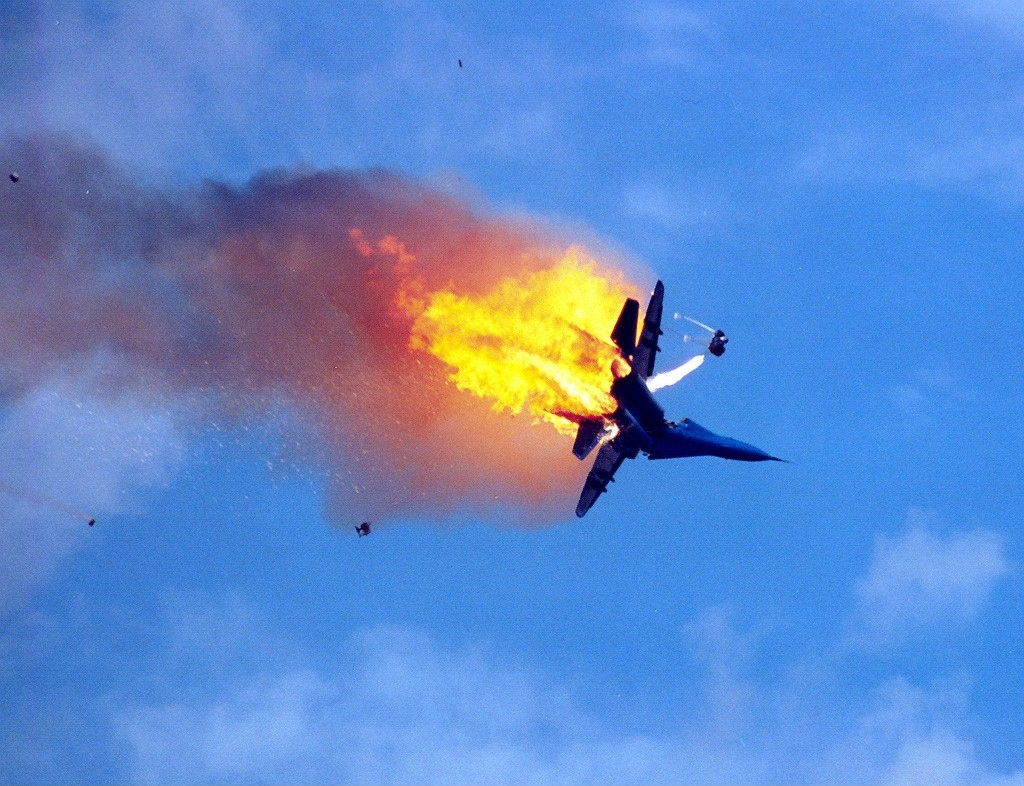
میگ-۲۹ روسی که در جریان نمایش هوایی، با میگ دیگری برخورد کرد. خلبان با موفقیت ایجکت کرد.
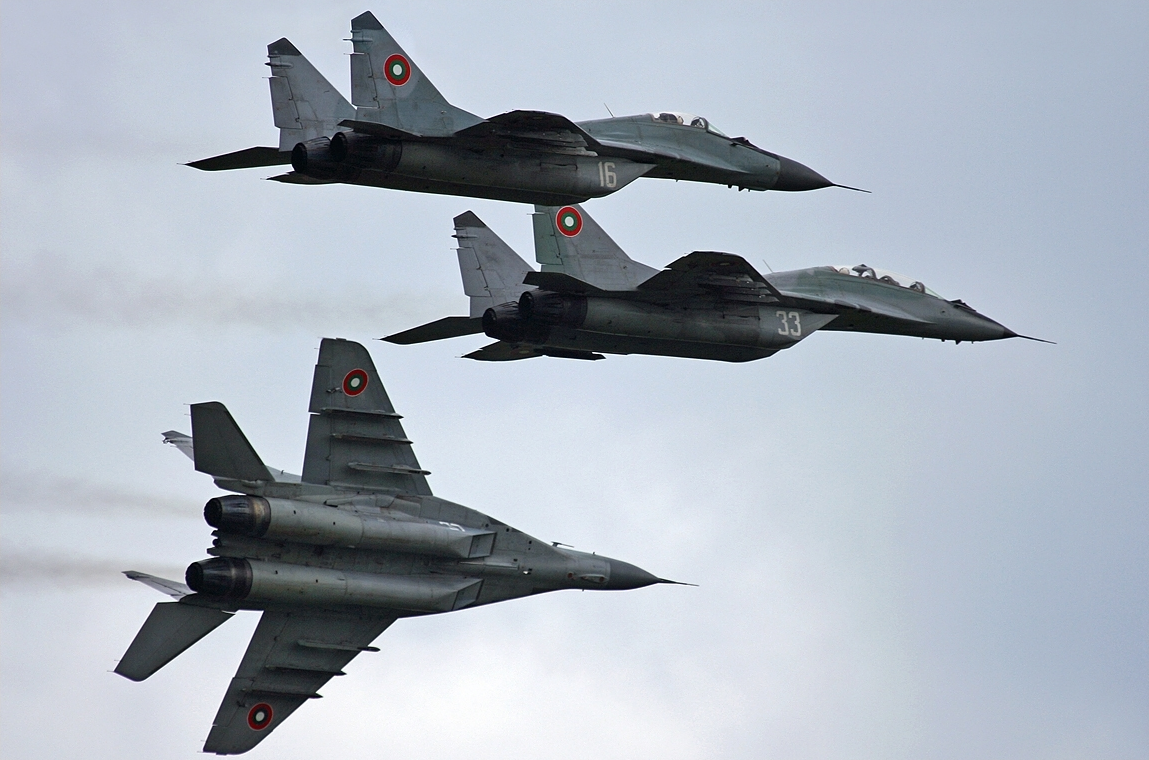
اسکادران بلغارستان
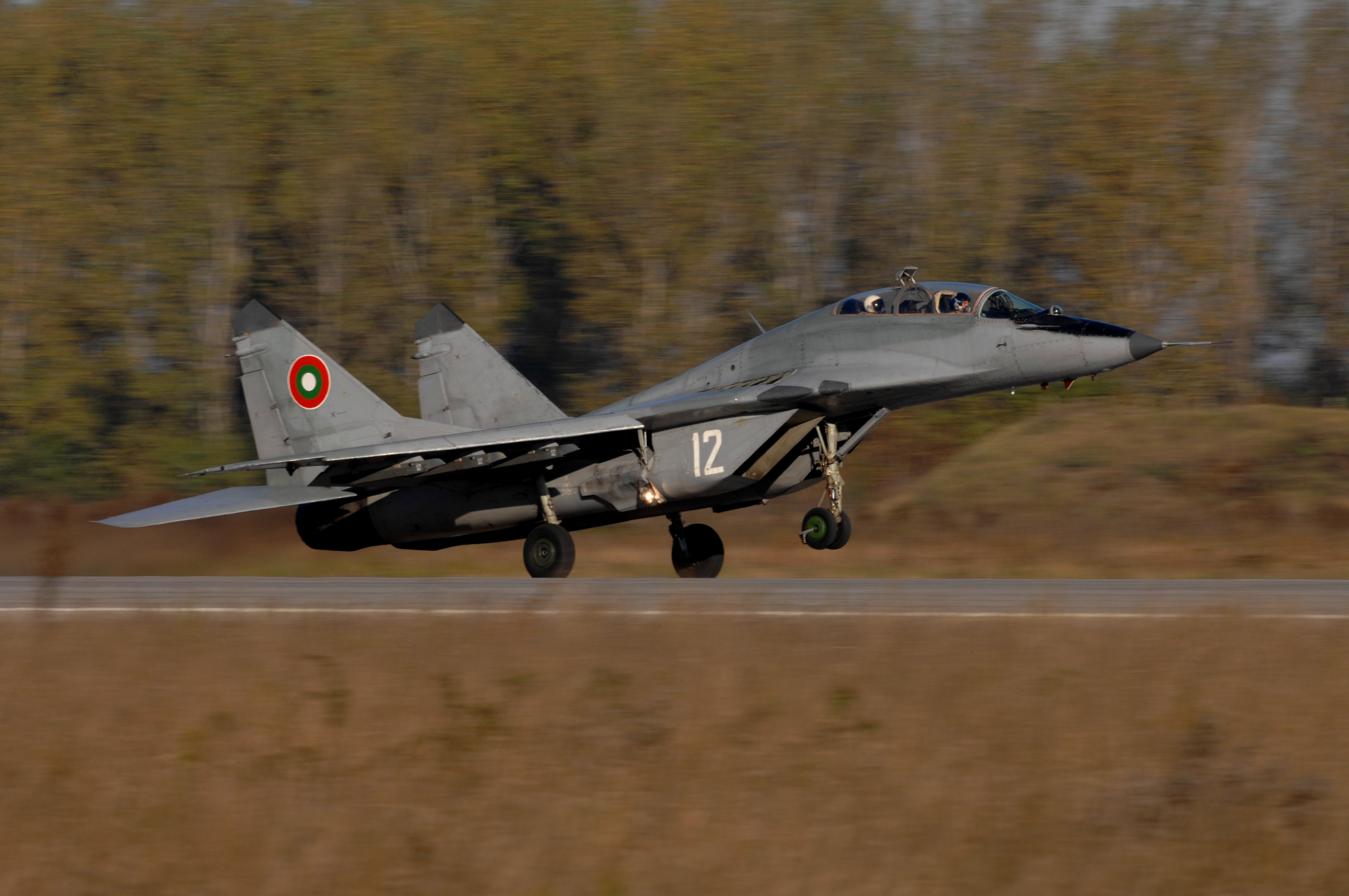
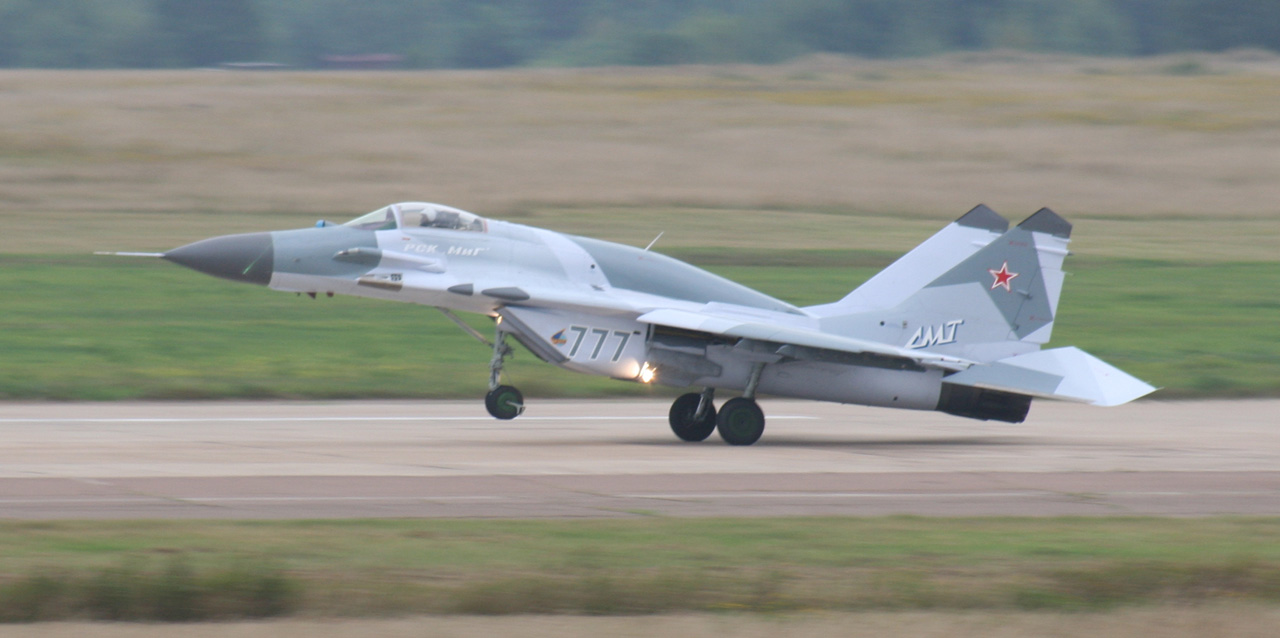
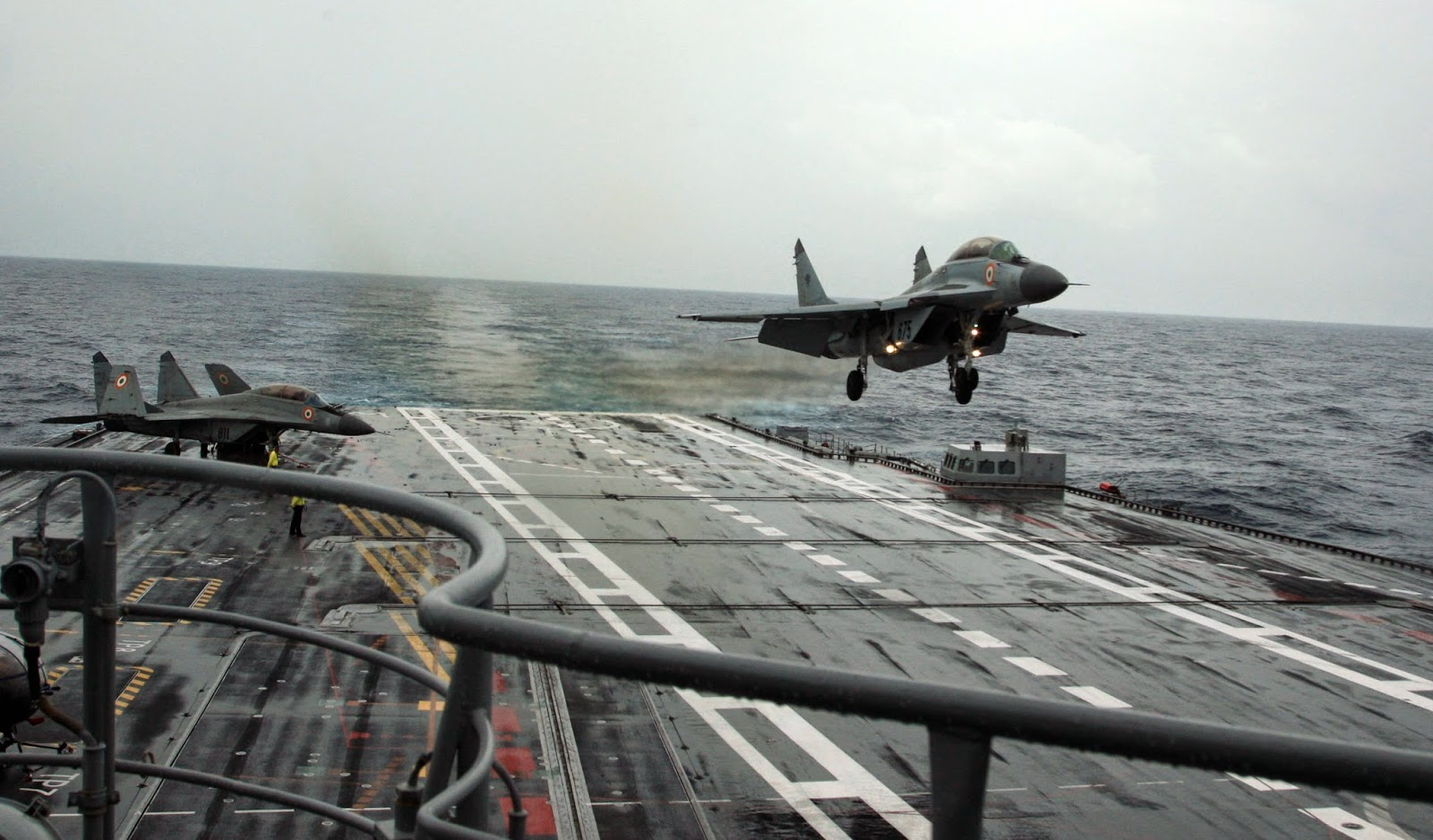
بر روی ناو روسی
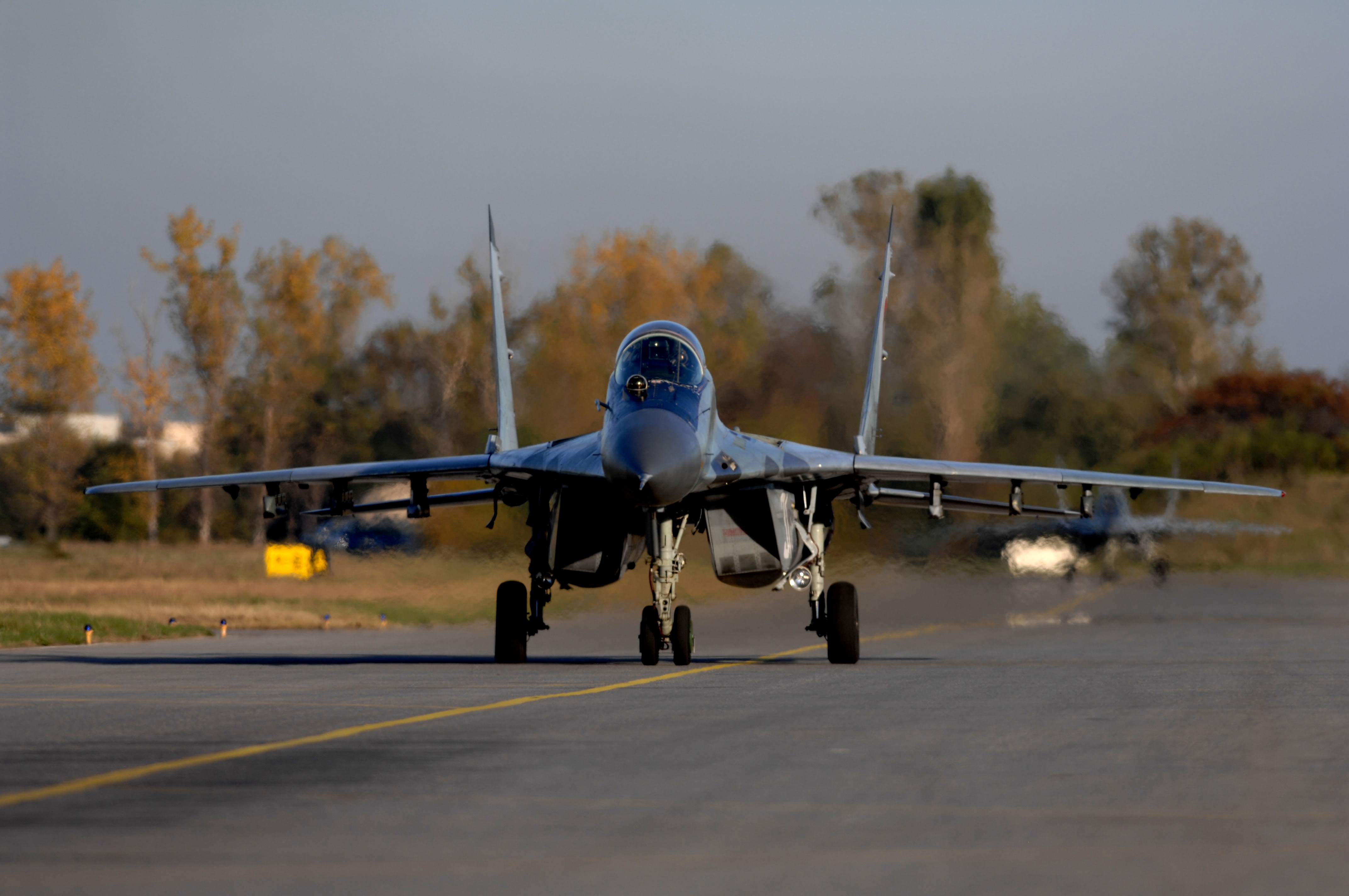
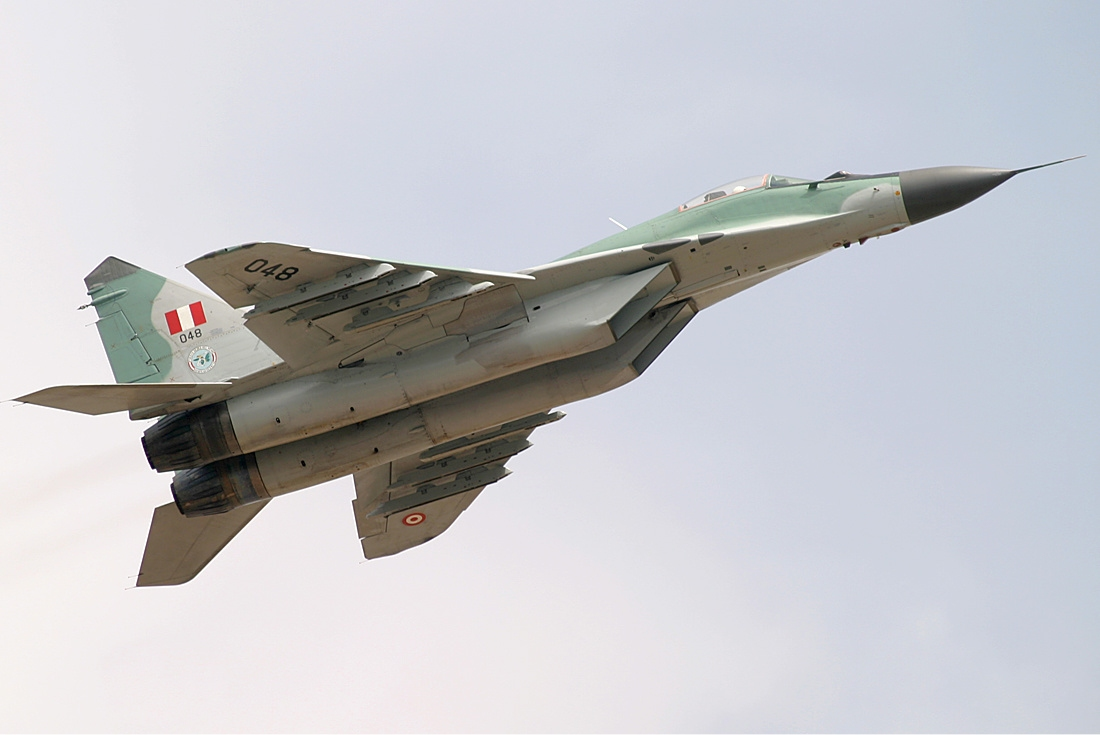
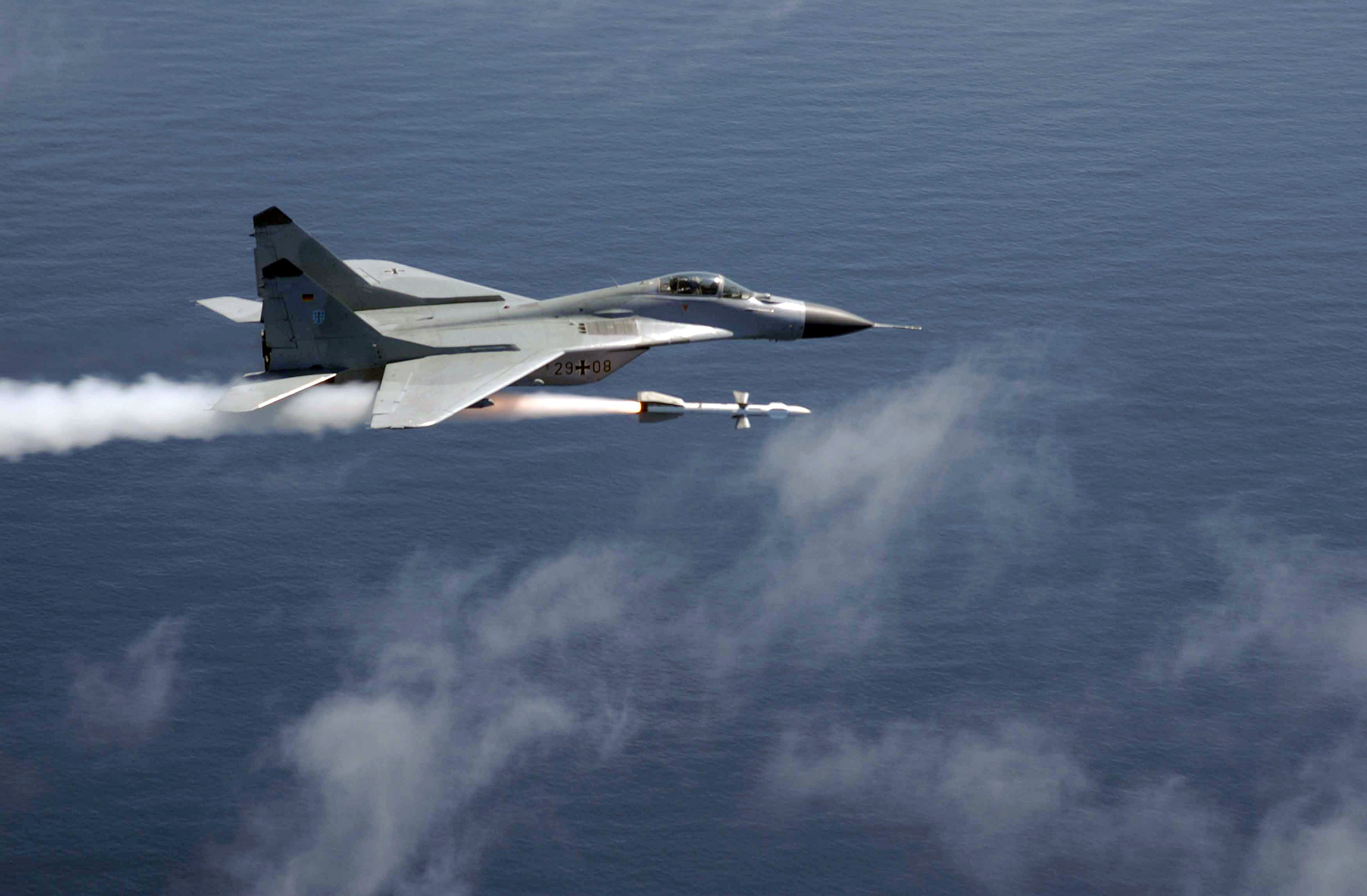
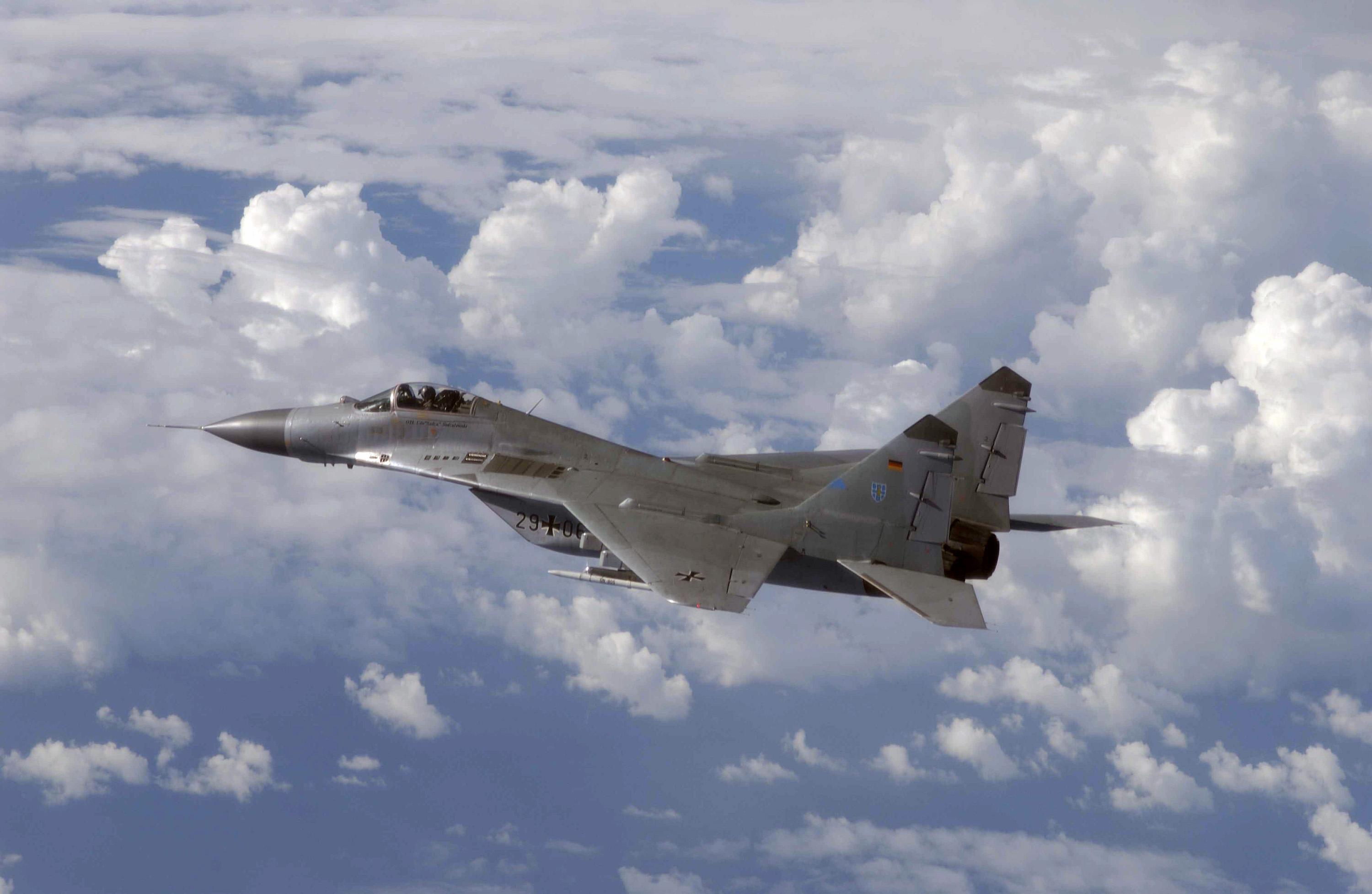
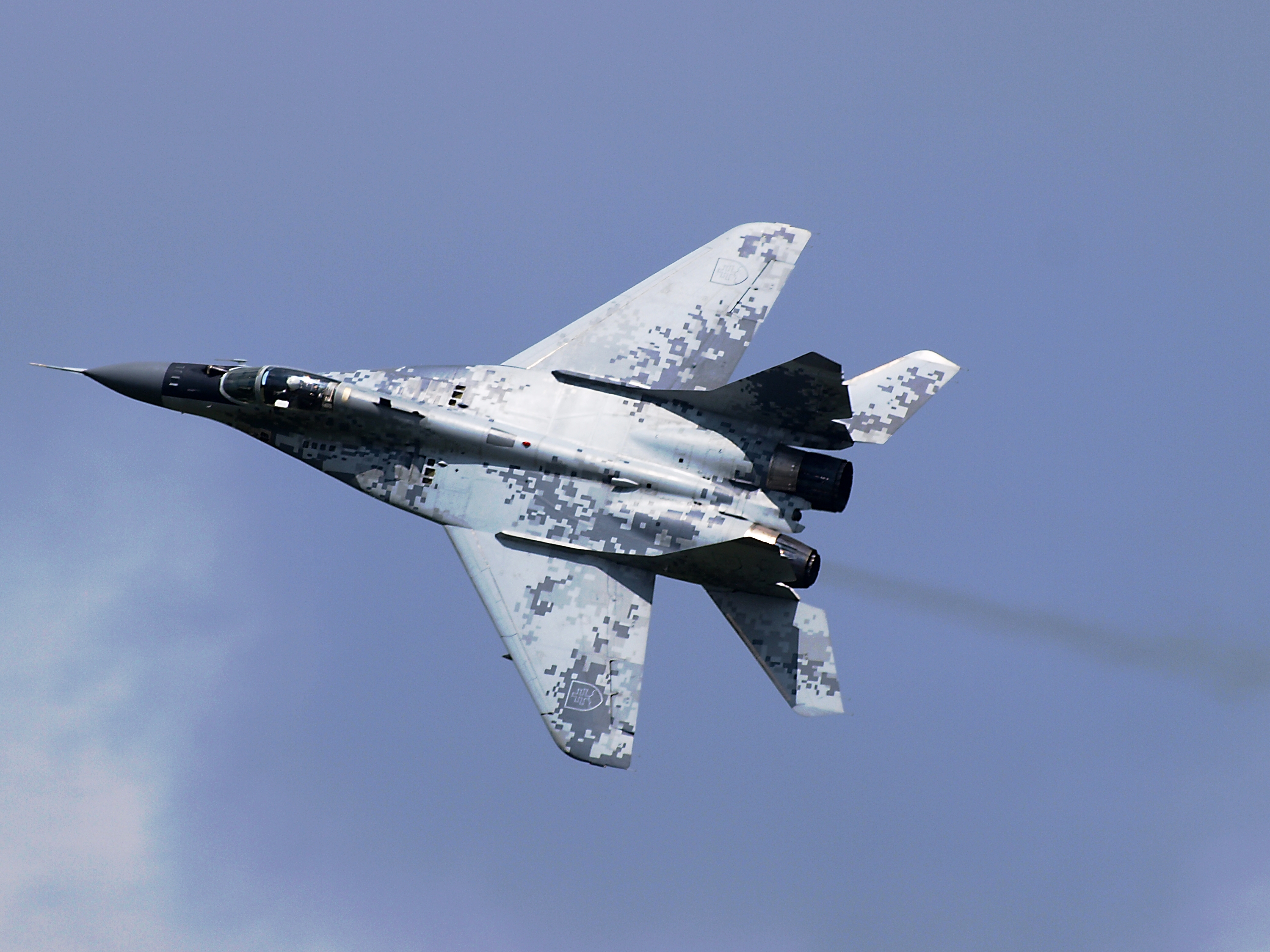
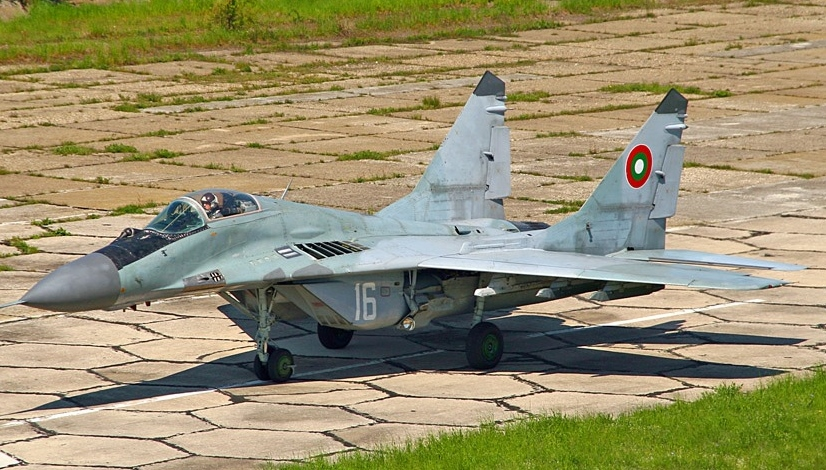
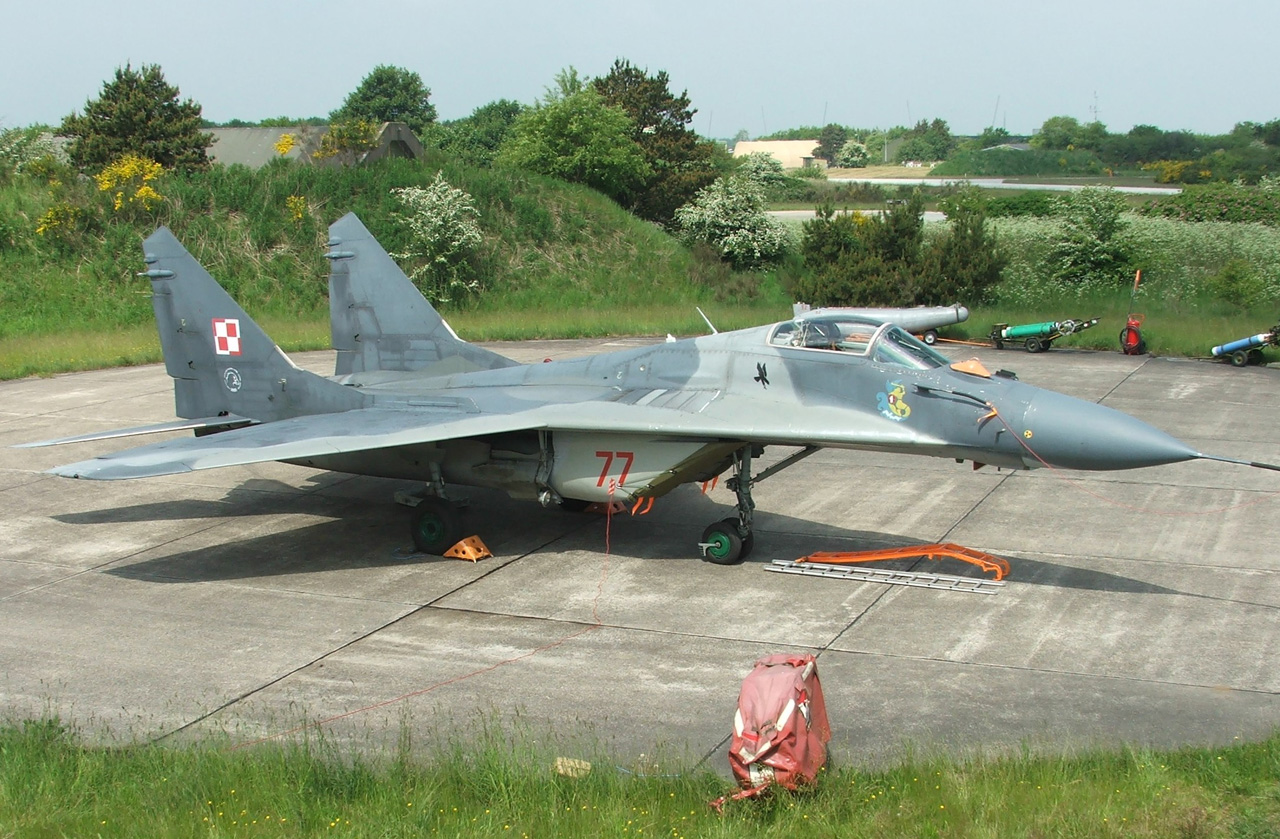
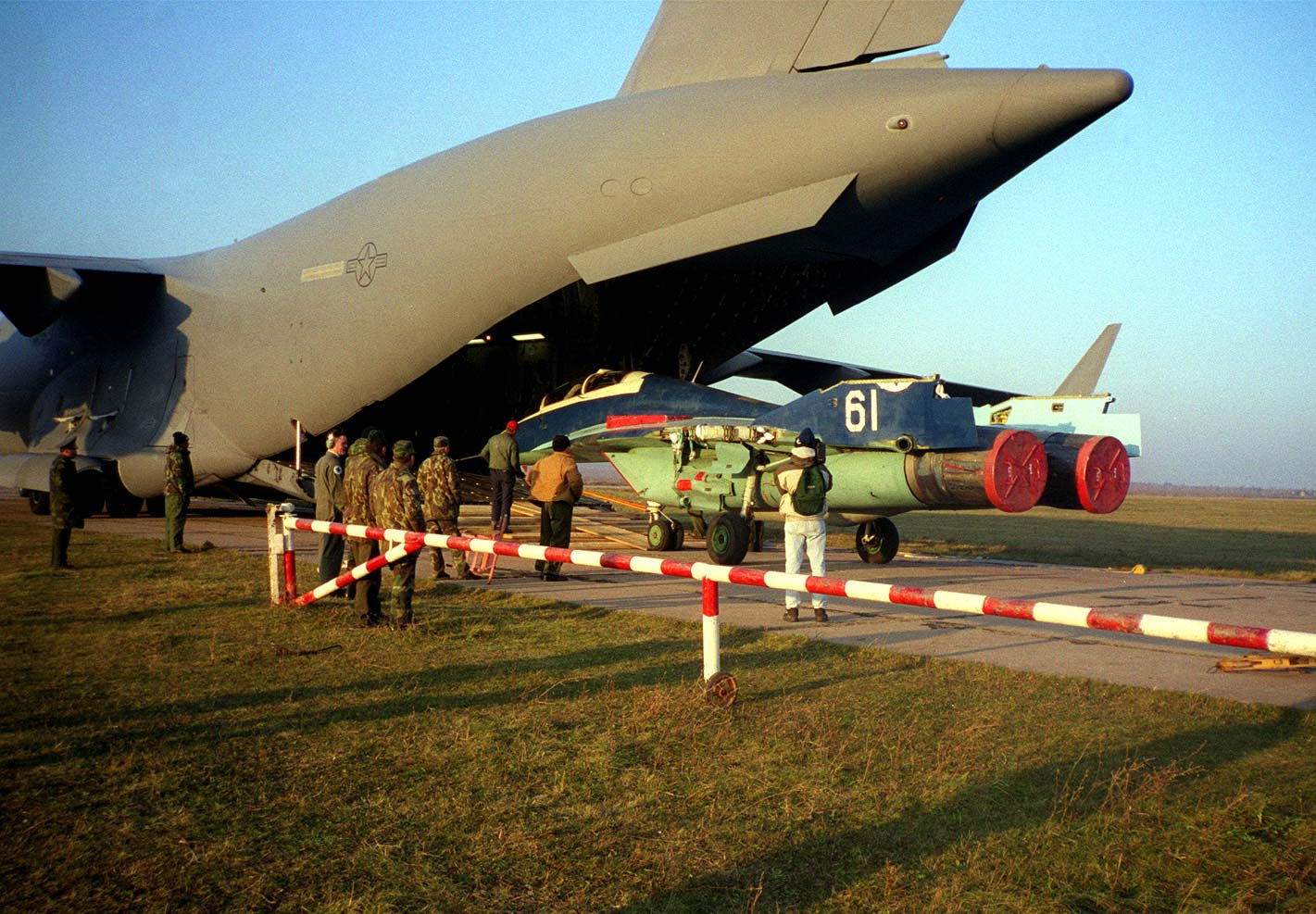
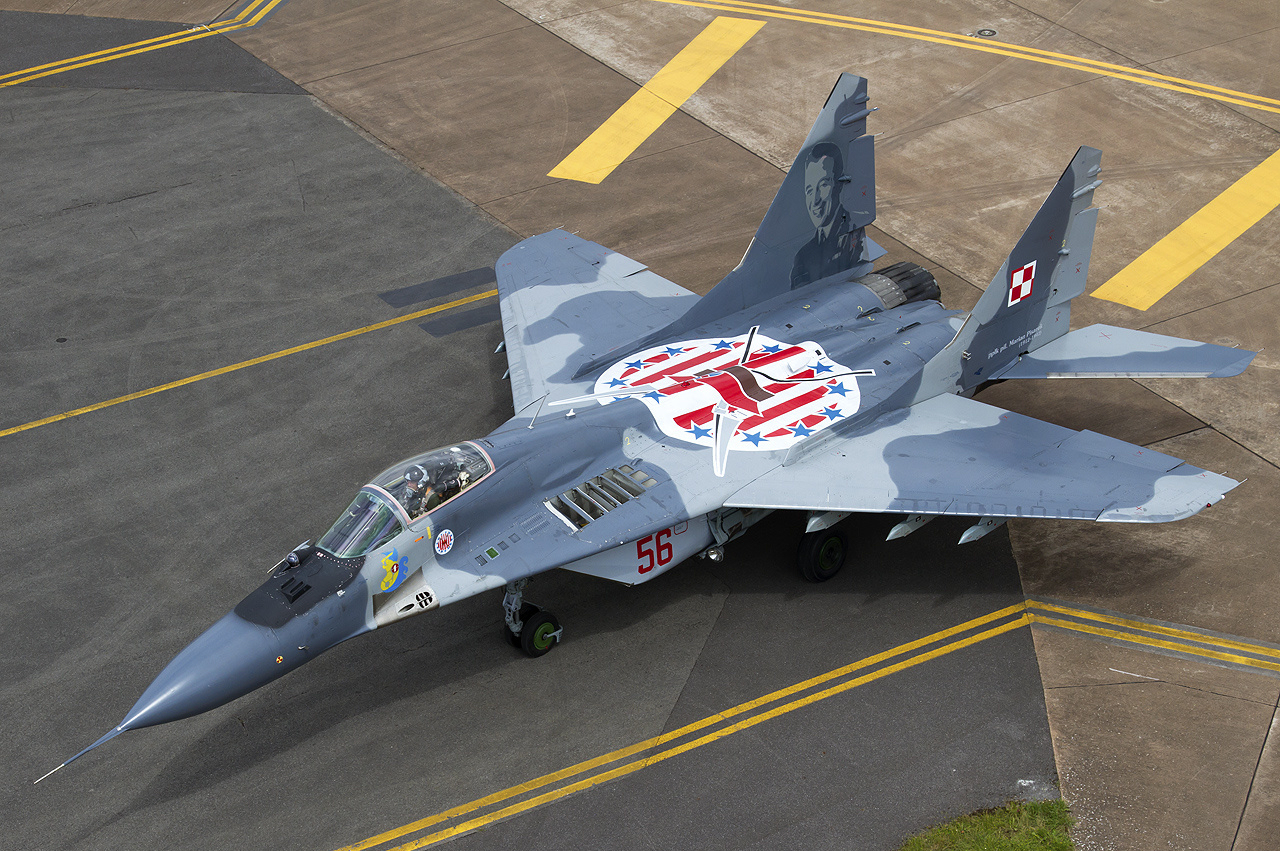
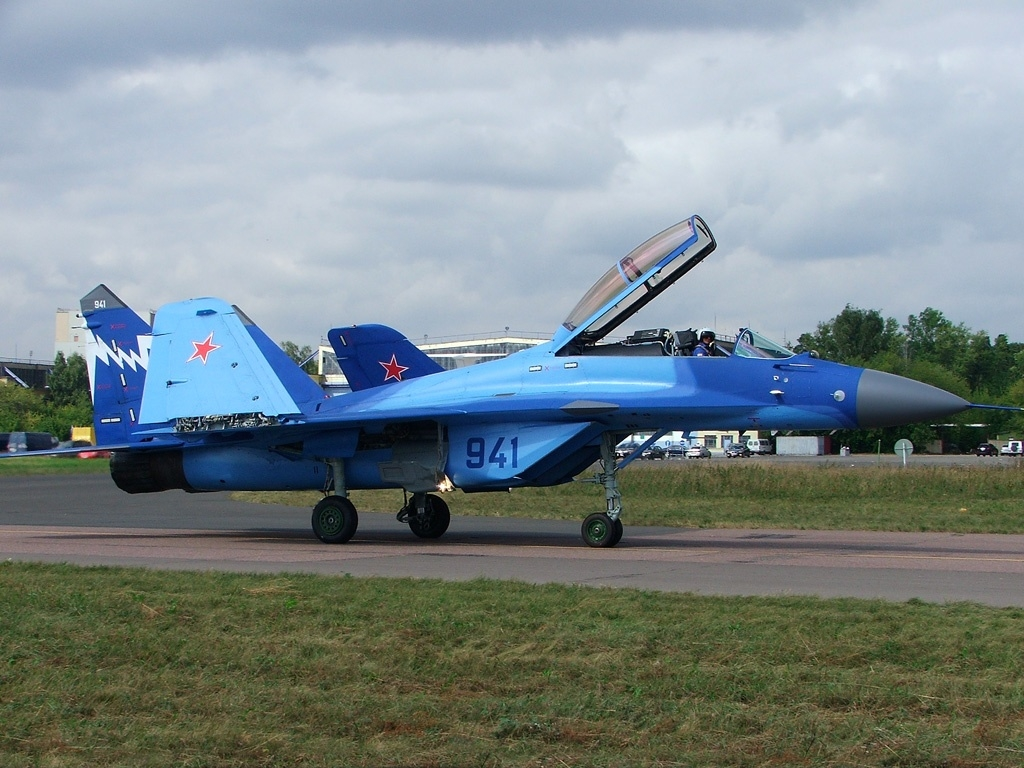
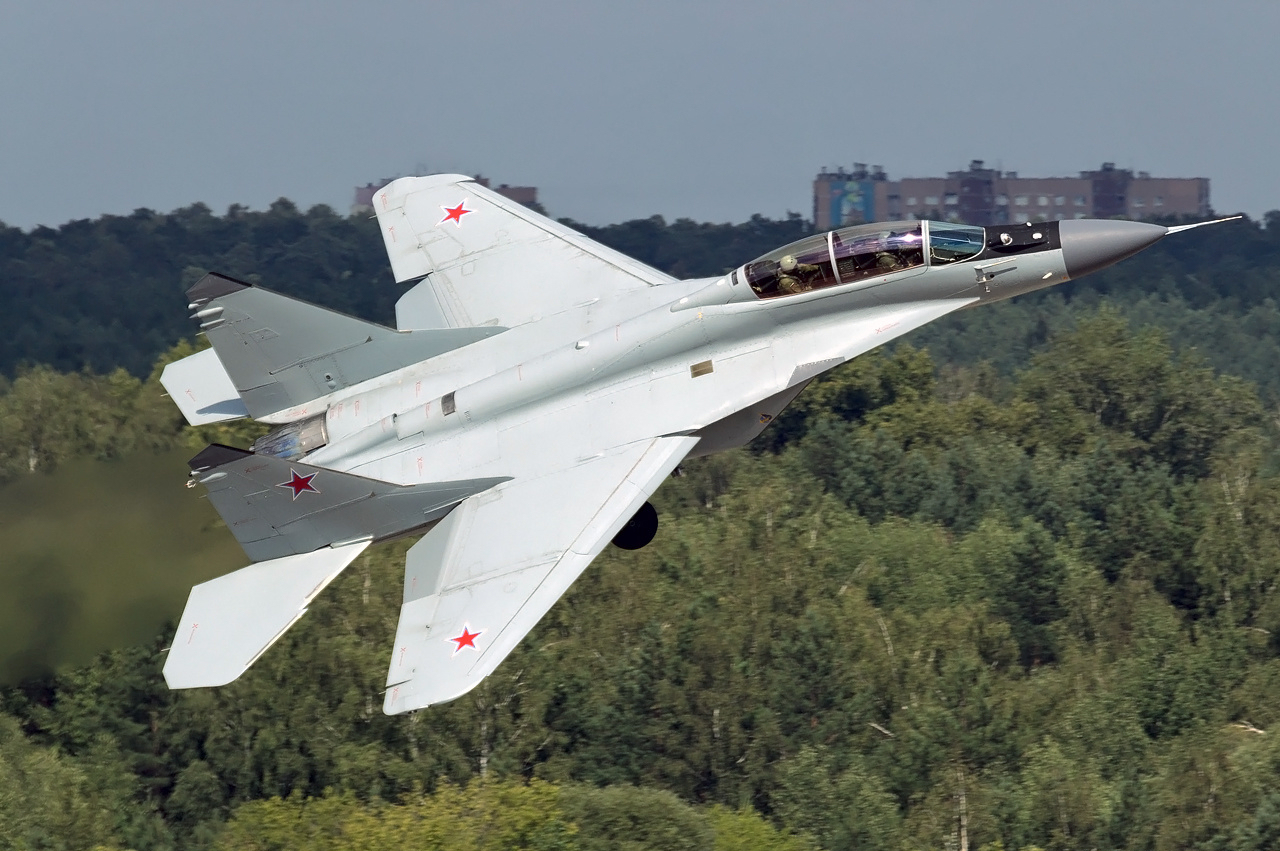
میگ آموزشی روسی
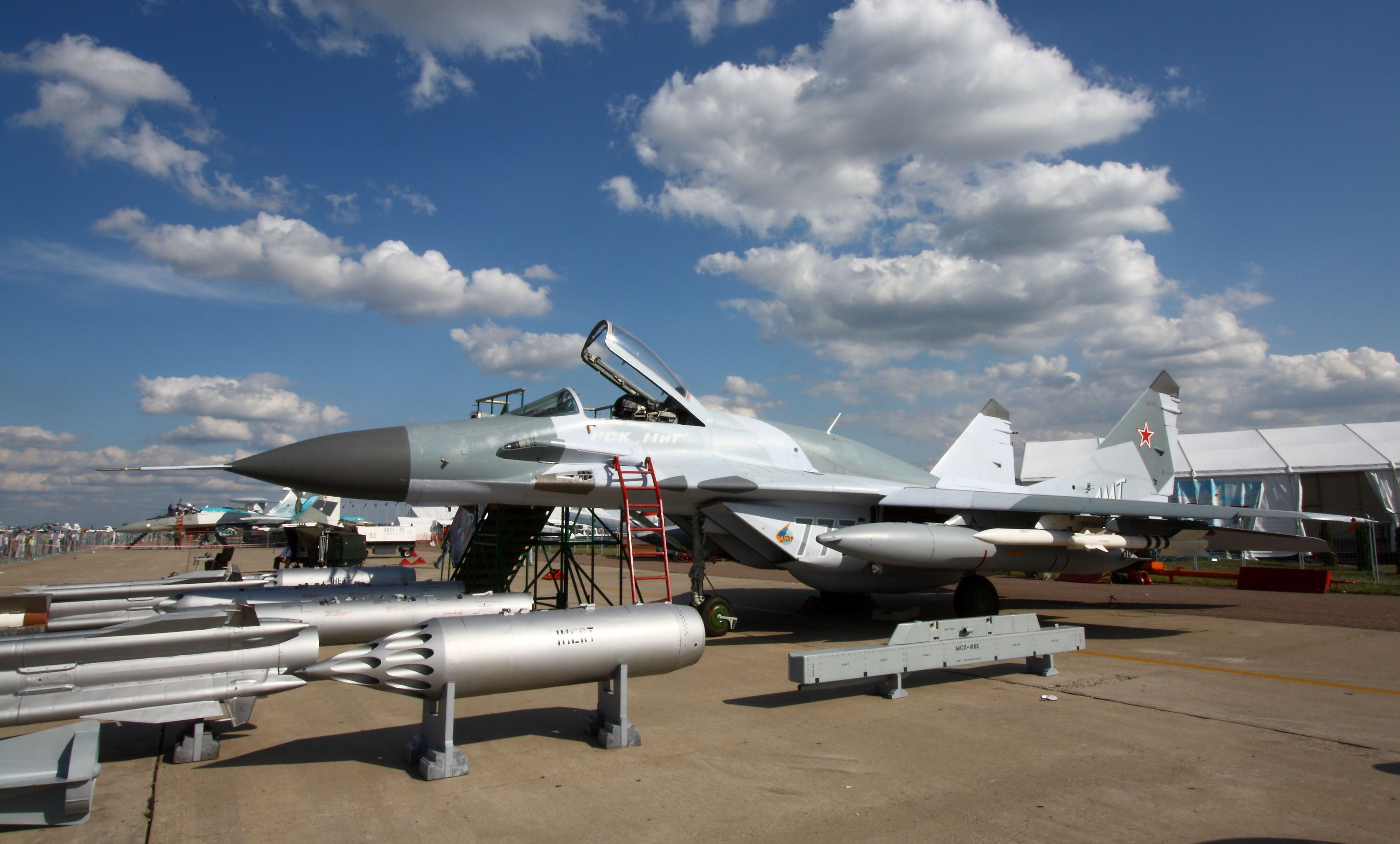
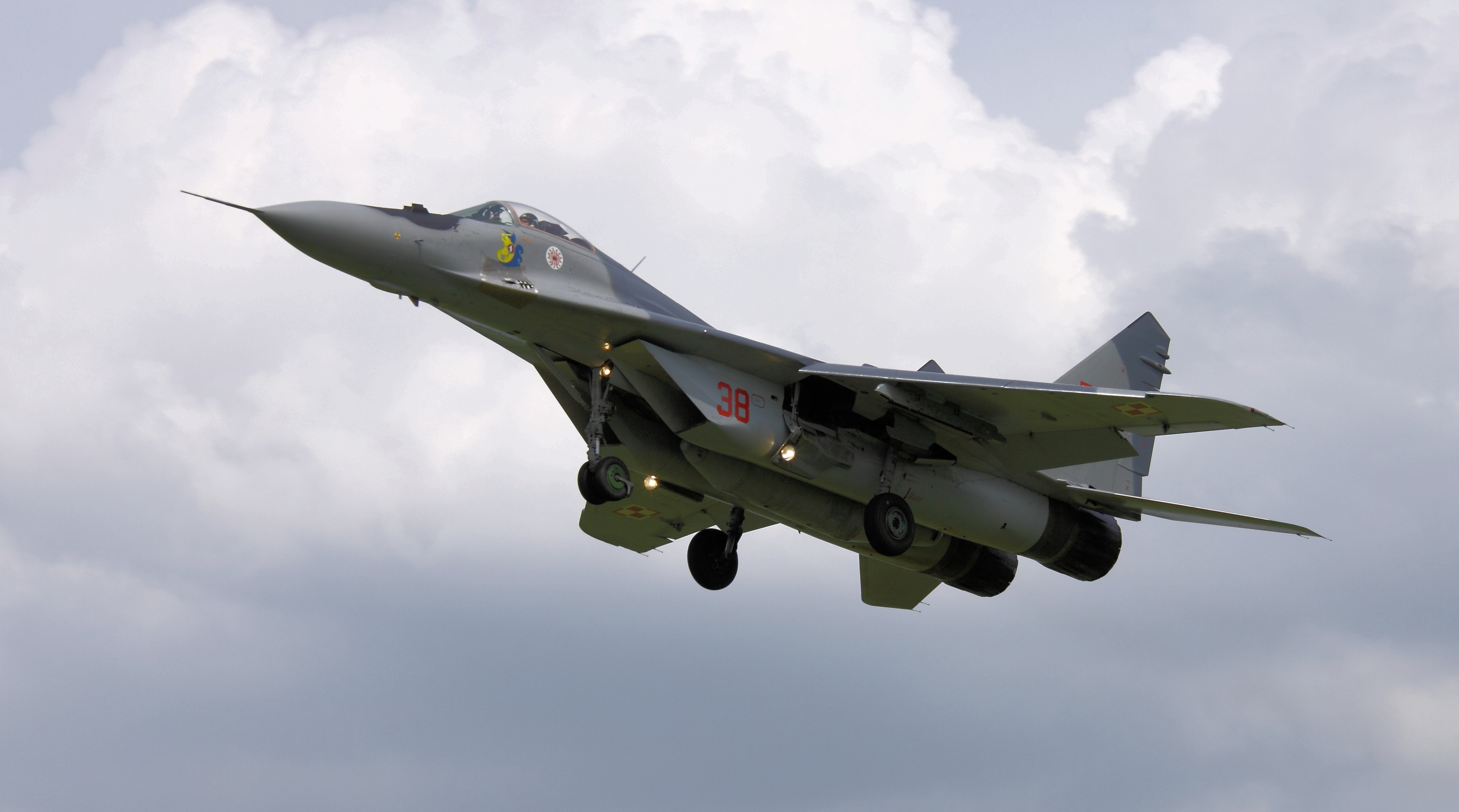

## هواپیماهای قابل مقایسه
جی‌اف-۱۷ تاندر
میراژ-۲۰۰۰
اف-۱۵ ایگل
اف-۱۸هورنت
داسو میراژ ۴۰۰۰